# Comité international de la Croix-Rouge
Ne doit pas être confondu avec Fédération internationale des Sociétés de la Croix-Rouge et du Croissant-Rouge.
Pour les articles homonymes, voir Croix-Rouge.

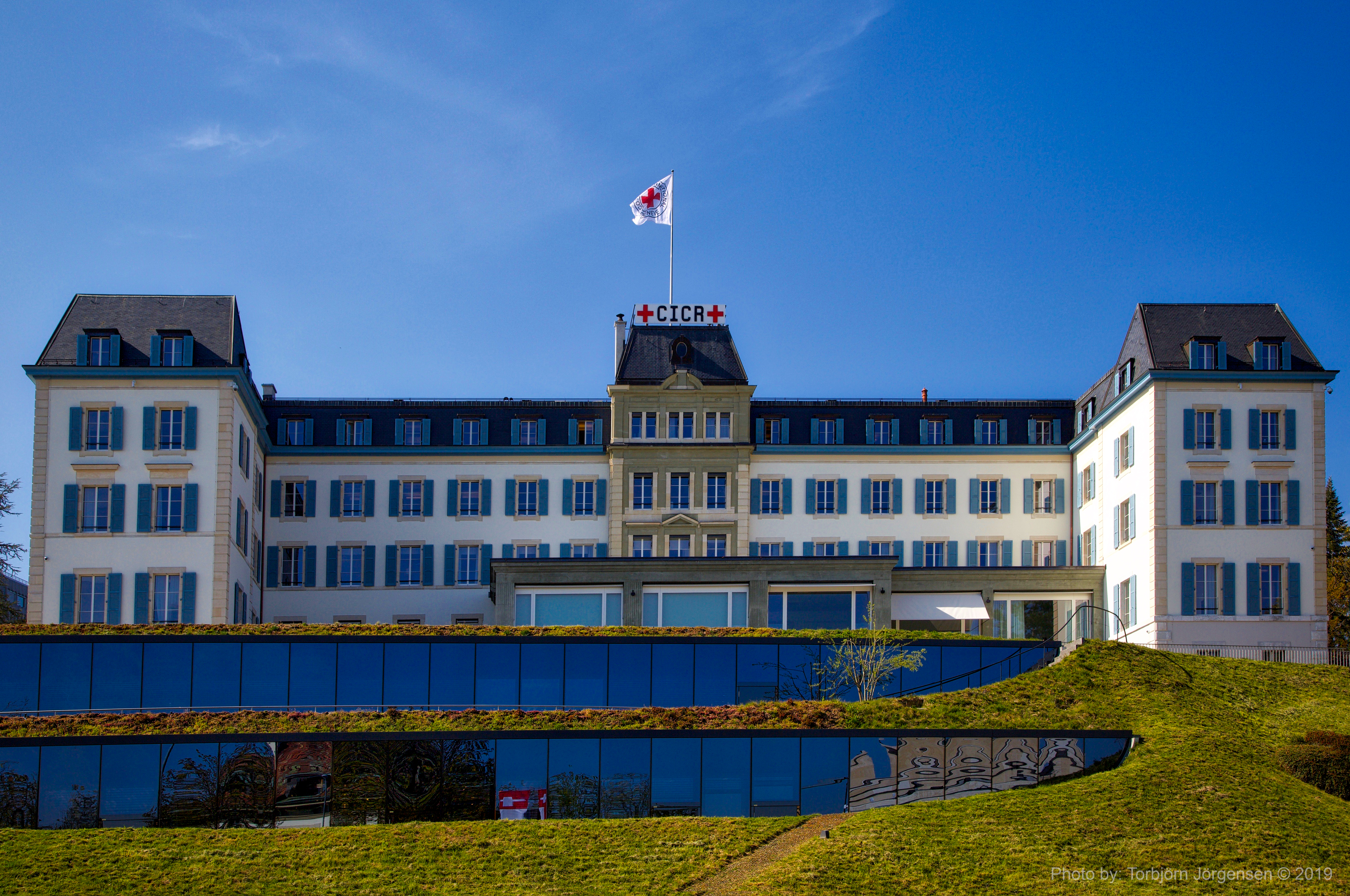
Siège du CICR (Genève, Suisse)
Visite Street view

Le Comité international de la Croix-Rouge (CICR) est une institution d'aide humanitaire, créée en 1863 par un groupe de citoyens de la ville suisse de Genève, dont faisaient partie Gustave Moynier, Henry Dunant (prix Nobel de la paix en 1901), les docteurs Louis Appia, Théodore Maunoir, et le général Guillaume Henri Dufour. C'est la plus ancienne organisation humanitaire existante après l'ordre de Malte. Le CICR s'est vu décerner le prix Nobel de la paix en 1917, 1944 et 1963 et le prix Balzan pour l'humanité, la paix et la fraternité entre les peuples en 1996.
Depuis le début, les membres du Comité, de citoyenneté suisse, sont cooptés ; ils sont aujourd'hui une vingtaine. Comme les autres composantes du mouvement international de la Croix-Rouge et du Croissant-Rouge, le CICR utilise comme emblème la croix rouge sur fond blanc.
Le CICR, qui a son siège et conserve ses archives à Genève, emploie, en 2011, environ 12 500 personnes à travers le monde. Il dispose d'une présence permanente dans plus de soixante pays et mène des activités dans près de 90 pays.
Le CICR est présidé depuis le 1er octobre 2022 par Mirjana Spoljaric Egger. Son directeur général est Pierre Krähenbühl depuis le 1er avril 2024. Le Comité proprement dit, ou Assemblée, est composé d'une vingtaine de personnalités suisses, qui sont chargées de la haute gouvernance du CICR (équivalent du conseil d'administration pour une entreprise privée).

## Mission et mandat
Toute l'action du CICR est fondée sur la mission suivante, qui est l'expression synthétique de sa nature et de sa spécificité :

« Organisation impartiale, neutre et indépendante, le Comité international de la Croix-Rouge a la mission exclusivement humanitaire de protéger la vie et la dignité des victimes de conflits armés et d'autres situations de violence, et de leur porter assistance. Le CICR s'efforce également de prévenir la souffrance par la promotion et le renforcement du droit et des principes humanitaires universels. »

Créé en 1863, le CICR est à l'origine des Conventions de Genève et du Mouvement international de la Croix-Rouge et du Croissant-Rouge, dont il dirige et coordonne les activités internationales dans les conflits armés et les autres situations de violence.
La vocation du CICR est exclusivement humanitaire, il possède un statut neutre et indépendant. Il intervient dans les situations de conflit armé ou de troubles internes, avec pour mission essentielle de diminuer les souffrances des victimes de ces violences, sans distinction d'appartenance politique, ethnique, religieuse ou sociale. Pour ce faire, il doit être reconnu par toutes les parties au conflit dans les zones où il travaille. D'autre part, il dirige et coordonne les activités internationales de secours du Mouvement international de la Croix-Rouge et du Croissant-Rouge là où il existe déjà un conflit.
Le mandat du CICR est reconnu en droit et lui a été confié par la communauté internationale : les Conventions de Genève citent en effet nommément le CICR pour l'accomplissement de diverses tâches humanitaires indispensables en cas de conflit armé. À cela s'ajoutent les statuts du CICR, sur la base desquels l'organisation peut développer ses activités dans les situations de violence interne bien que celles-ci ne soient pas couvertes par les Conventions.

## Statut juridique
Le CICR est généralement considéré comme une entité internationale sui generis, ce qui en fait une entité souveraine non-gouvernementale de droit international public.
Selon ses propres statuts, le CICR est une association de droit suisse régie par les articles 60 et suivants du Code civil suisse. Ce statut juridique formel s'accompagne cependant d'un certain nombre de traits qui en font une entité du droit international à part entière. En effet, dès sa création en 1863, les États lui ont accordé une reconnaissance au travers de traités internationaux. Ainsi, son existence est reconnue formellement par les États parties aux conventions de Genève de 1949 et à leurs protocoles additionnels de 1977 (Protocole I, Protocole II).
Un certain nombre d'États ont même estimé possible de conclure avec le CICR des accords de siège, à l'image de la Suisse (Accord entre le Comité international de la Croix-Rouge et le Conseil fédéral suisse en vue de déterminer le statut juridique du Comité en Suisse, 19 mars 1993). Ainsi, il dispose de privilèges (essentiellement fiscaux) ainsi que d'immunités dans de nombreux pays.
Le CICR dispose du statut d'observateur aux Nations unies depuis la résolution du 16 octobre 1990 45/6 de l'Assemblée générale, « eu égard au rôle et aux mandats particuliers qui lui ont été assignés par les conventions de Genève du 12 août 1949 ».

## Histoire
De 1863 à nos jours, l’histoire du CICR se divise en cinq périodes : la fondation et les premières années de la Croix-Rouge, la Première Guerre mondiale, l’entre-deux-guerres, la Seconde Guerre mondiale et depuis 1945. Le CICR est la plus ancienne organisation humanitaire de l'époque contemporaine existant encore.

### Fondation et premières années (1863-1914)

#### Idées naissantes
Après avoir lu Un souvenir de Solferino, décrivant les conditions dans lesquelles eut lieu cette bataille (service médical débordé, 6 000 morts en 40 heures de combat, près de 40 000 blessés, six jours pleins pour relever 10 212 blessés), un jeune juriste, président de la Société genevoise d'utilité publique, nommé Gustave Moynier rencontre Henri Dunant, auteur de cet ouvrage. Ensemble, ils discutent de leurs idées communes à propos des blessés de guerre. Plus tard, ces idées donnent naissance à une association d'aide humanitaire. Celle-ci est formée de sociétés nationales indépendantes et se charge de la formation des bénévoles, lorsqu'ils ne doivent pas intervenir sur des champs de bataille. Le 9 février 1863, Gustave Moynier propose à sa société d’examiner les idées d’Henri Dunant. Genève et toute la Suisse romande approuvent très vite l'idée de charité.

#### Fondation
Au cours de la période allant de 1863 à 1914, la vision de Henri Dunant est devenue réalité du fait, d’une part, du rôle toujours plus opérationnel joué par le Comité (voir les articles dans cette section) et, d’autre part, de la création des Sociétés nationales de la Croix-Rouge (du Croissant-Rouge, dans le cas de la Turquie).
Dans l'année de la création de l'association, les fondateurs de la Croix-Rouge se réunissent une première fois le 17 février 1863 sous le nom de « Comité international de Secours aux Blessés. Commission spéciale de la Société en faveur des Militaires blessés durant les guerres » : un premier procès-verbal est signé par Henri Dunant, Théodore Maunoir, Louis Appia, Gustave Moynier et Guillaume-Henri Dufour qui est nommé président de la commission.
Le comité organise une conférence internationale qui se tient du 26 au 29 octobre 1863, à Genève. Quatorze gouvernements européens et quelques sociétés philanthropiques sont réunis dans le but « d'examiner les moyens de promouvoir à l’insuffisance du service sanitaire dans les armées de campagne », ainsi que d'officialiser la création de l’association. Aussi, dix résolutions sont prises, lesquelles serviront de base pour les futures sociétés humanitaires.
L'année suivante, le 22 août 1864, la Première Convention de Genève est signée lors d'une nouvelle conférence. Cette Première Convention comporte dix articles et vise principalement à l’amélioration du sort des militaires blessés sur les champs de bataille. Lors de ce rassemblement, vingt-quatre délégués pour seize États sont présents. Douze États au total signent cette Convention. Aussi, il est entendu qu’une Société nationale de la Croix-Rouge est reconnue, si le gouvernement adhère à cette idée et s’il a préalablement signé la Convention de Genève de 1864.
À partir de la signature de cette Première Convention, le droit international humanitaire se développe d'une façon fulgurante. Au sein du CICR, on compte de plus en plus de Sociétés nationales de la Croix-Rouge ou du Croissant Rouge. En effet, elles sont sept en 1864 (le Wurtemberg, la Belgique, la Prusse, le Danemark, la France, l'Oldenbourg et l’Espagne) et quarante-cinq en 1914.
Tandis que la Croix-Rouge se développe, le droit humanitaire moderne prend corps : des règles acceptées sur le plan international, applicables à tous les conflits, destinées à garantir une assistance aux blessés et aux malades et qui devaient, plus tard, s’appliquer aux prisonniers et aux civils.
Cela n'est pas sans rappeler la première convention du genre, dite « convention de Brandebourg », signé en 1759 par le marquis de Rougé.
En plus des Sociétés nationales, la Croix-Rouge ouvre à Bâle, en 1870, sa première Agence Internationale de renseignements et secours de la Croix-Rouge. Ces agences s'occupent de relever le nom des blessés et des morts au combat et de les transmettre aux familles. De plus, elles sont chargées de répondre à d'éventuels renseignements, de faire parvenir des envois d'argent et d'assurer la réception et la distribution du matériel de secours. Cette agence est créée durant la guerre franco-prussienne (1870-1871). En 1885, la deuxième ouvre à Vienne, puis petit à petit dans l'Europe entière.
Dès le début, le CICR a joué un rôle central dans le domaine humanitaire ; de fait, l’action menée en vue du développement du droit humanitaire est restée inséparable des activités déployées sur le terrain en faveur des victimes.

### Membres du Comité international de la Croix-Rouge
Louis Appia est l’un des cinq membres fondateurs du Comité international de secours aux militaires blessés qui devient en 1876 le Comité international de la Croix-Rouge. En octobre de la même année Appia propose que tout le personnel volontaire qui travaille sur le champ de bataille porte des brassards blancs afin de se différencier des autres. Le général Guillaume-Henri Dufour, membre fondateur comme Appia du Comité, complète l’idée du brassard blanc en y ajoutant une croix rouge. Ainsi, la croix rouge sur fond blanc, à l’inverse du drapeau Suisse devient le symbole du CICR. L’activité de Louis Appia se distingue surtout par un grand nombre de voyages lors de congrès et de conférences au cours desquels il milite pour la convention de Genève et le travail du Comité international. Il propose l’idée que les sociétés de la Croix-Rouge nationale devraient également travailler en temps de paix à l’aide aux victimes des catastrophes naturelles ainsi que des épidémies et à la prise en charge des réfugiés.
Théodore Maunoir se lie d’amitié avec Louis Appia. Il participe activement aux réunions du CICR jusqu’à sa mort en 1869, au cours des réunions du Comité Maunoir met en évidence l’importance que le grand public soit aussi sensibilisé aux idées d'Henri Dunant et pas seulement les dirigeants politiques et militaires afin de produire un mouvement de masse. Il est le premier membre des cinq fondateurs du Comité à disparaître, il doit donc être remplacé. C’est le politicien genevois Louis Micheli de la Rive qui lui succède. En raison de son décès, son action n’a eu aucune conséquence importante sur le développement du Comité. Au contraire de son ami Louis Appia et du président Gustave Moynier.
Du 26 au 29 octobre 1863 a lieu une conférence internationale afin de mettre en œuvre concrètement les propositions de Dunant. Toutefois, des différences entre les délégués apparaissent mais malgré cela Maunoir réussit à l’aide d’un discours persuasif à empêcher un échec retentissant de la conférence.

### Première mission internationale
Le 16 janvier 1864, un conflit éclate entre le Danemark, la Prusse et l’Autriche, au sujet de deux duchés situés à la frontière dano-allemande : c’est la guerre des Duchés. Le Comité international envoie un délégué dans chaque camp, le docteur Louis Appia, qui ira dans le camp allemand, et le capitaine Charles Van De Velde, qui est un représentant des Pays-Bas, qui sera du côté danois. Les délégués ont remarqué que le projet de la Croix-Rouge est réalisable, cependant, cette réalisation est impossible sans un apport de soutiens.

### Guerre franco-prussienne de 1870-1871
Les deux belligérants avaient déjà ratifié la Convention au début du conflit et douze sociétés déclarées neutres vont aider les blessés. C’est la première fois que la société française de secours, créée en 1864, est appelée à agir, contrairement à celles des états allemands qui ont déjà été mises à contribution en 1866. Elle n’est pas suffisamment préparée et les secours s’organisent dans la précipitation.
Durant cette guerre, les deux camps ont commis plusieurs violations à la Convention qu’ils avaient pourtant ratifiée, tout en essayant quand même d’observer certains articles de cette dernière. Les Français ont commis plus d’impairs que les Allemands en raison de leur ignorance du traité. Des brassards portant une croix rouge étaient par exemple distribués aux souffrants afin de leur permettre de fuir les zones occupées. Les Allemands ont quant à eux fait prisonniers des hommes qu’ils auraient dû renvoyer chez eux.
Le conflit tourne très vite à l’avantage des Allemands. Des centaines de milliers de Français sont faits prisonniers. Le Comité international trouve le moyen de venir en aide à ces prisonniers. On décide de créer deux organismes distincts mais gérés par le CICR. L’Agence internationale sert d’intermédiaire aux donateurs d’argent destiné aux blessés des armées. Le Comité international de secours pour les prisonniers de guerre formée pour cette circonstance le 18 juillet 1870 reçoit notamment de l’argent pour les prisonniers français et allemands. Cette société s’appelle la Croix-Verte et est dirigée par le docteur Christ-Socin. Fin septembre 1870, une cinquantaine de bénévoles y travaillent. Elle apportera espoir et aide à plusieurs centaines de milliers de personnes. De plus, le CICR édite une liste des prisonniers de guerre qui est une source d’informations pour tous les Français et Françaises qui n’ont plus de nouvelles de leurs proches. Cette guerre connaît alors un élan de solidarité et d’entraide internationale jusqu’alors inconnu. Des collectes sont organisées et du matériel sanitaire est envoyé. De plus, les États-Unis, le Royaume-Uni, la Belgique qui ne sont pas engagés dans le conflit mettent en place des ambulances pour les blessés français ou allemands. La Suisse participe aussi à ce mouvement et envoie des médecins comme le docteur Roussel de Genève.
Néanmoins, malgré ce bilan plutôt positif, à la fin de la guerre, beaucoup veulent réviser la Convention de 1864 et remettent en question les sociétés actives durant le conflit. Cette volonté est plus marquée dans les pays germanophones, dû au fait que les Français respectèrent moins bien qu’eux le Traité durant la guerre de 1870. Moynier écrit un texte pour tenter de défendre l’utilité de la Croix-Rouge. Il met notamment en opposition la bonne préparation des sociétés allemandes et le désordre de leurs homologues françaises. Il affirme que les organisations ont été profitables aux soldats en dénonçant toutefois l’ignorance des français.
En 1874, la Russie soumet un projet de conférence visant à « codifier l’ensemble des lois et coutumes de la guerre sur terre », menaçant ainsi le Traité de 1864. Il mentionne par exemple que les blessés et les souffrants devraient être considérés comme prisonniers de guerre, contredisant ainsi l’article 6 de la Convention. Grâce à Moynier, qui défendra le traité de 1864, ce dernier ne sera pas modifié. La conférence, qui a lieu à Bruxelles, démontre en outre que les États sont plus préoccupés par les manœuvres et techniques militaires que par le sort de leurs soldats. Néanmoins, conscient de la nécessité de réviser certaines parties de la Convention sans pour autant en modifier les principes fondamentaux, le juriste propose de tenir une convention de révision, qui n’aura lieu qu’en 1906. Face à ces attaques, le Comité international affichera donc une attitude plus précautionneuse dans les guerres qui suivirent celle de 1870. Moynier essaiera aussi d’affirmer l’appellation de « Croix-Rouge » et le comité prendra par ailleurs le nom de « comité international de la Croix-Rouge » (CICR) en 1875.

### Première Guerre mondiale
La Première Guerre mondiale a marqué le « passage à l’âge adulte », tant pour le CICR que pour la Croix-Rouge en général. Intervenant sur une échelle encore jamais imaginée, les Sociétés nationales ont mis à disposition des volontaires pour les services d’ambulances et autres activités menées derrière les lignes de front, tandis que le CICR étendait son action de protection des prisonniers de guerre.
Le CICR a ouvert l’Agence internationale (AIPG)– un bureau central pour les listes de prisonniers et l’envoi de colis d’articles de secours. Il a aussi étendu son action afin d’inclure les messages destinés aux civils (très nombreux à se trouver derrière les lignes ennemies et coupés de leurs proches).
Dans le cadre de son action visant à s’assurer que le droit humanitaire reste adapté aux nouvelles réalités, le CICR a lancé un appel en février 1918, demandant aux belligérants de cesser d’utiliser des gaz toxiques.
Marguerite Frick Cramer devient la première femme déléguée du CICR.

### Entre-deux-guerres (1918-1939)
La guerre de 1914-1918 est alors décrite comme celle qui « mettrait fin à toutes les guerres ». L’accent est mis sur la paix qu’il faut préserver et la Croix-Rouge commence à s’organiser dans cette voie.
Cependant, les événements vont démontrer le contraire. Les blessures mal cicatrisées de la Première Guerre mondiale, les désastres financiers et la montée du nationalisme engendrent un certain nombre de conflits dans lesquels le CICR déploie ses activités, aussi bien en Europe que dans des pays lointains – en Asie, en Afrique et en Amérique latine.
L’institution est surtout confrontée de plus en plus souvent à des conflits internes, avec un nombre croissant de victimes civiles. Les bases juridiques dont elle a besoin lui font défaut et malgré tous ses efforts pour que les gouvernements adoptent de nouvelles lois visant à protéger les civils, ce vide juridique aura des conséquences catastrophiques après 1939.

### Seconde Guerre mondiale

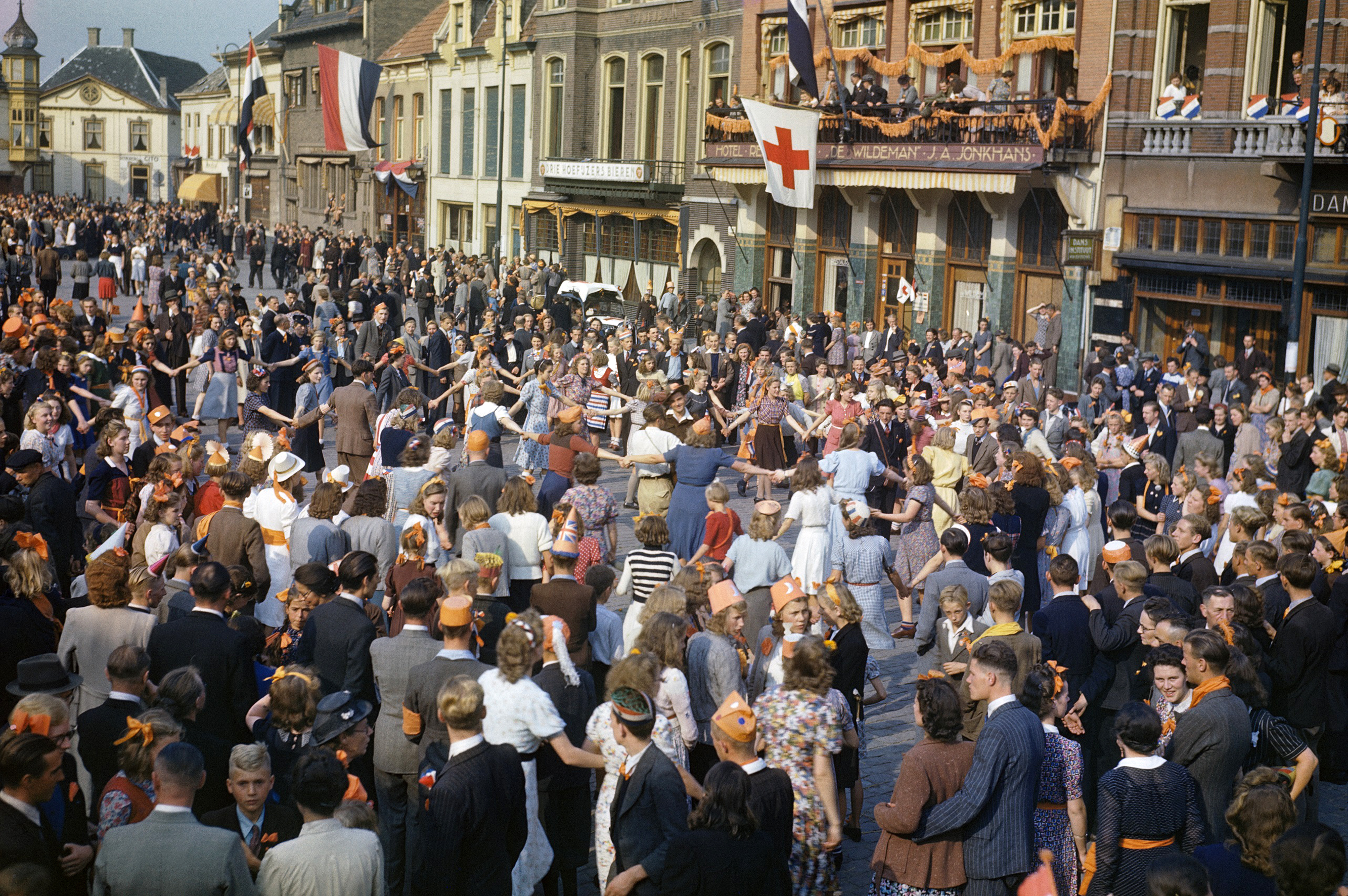
La Croix-Rouge lors de la libération d'Eindhoven en 1944.

La source primaire la plus notable sur le rôle de la Croix-Rouge pendant la Seconde Guerre mondiale sont les trois volumes du Rapport du Comité international de la Croix-Rouge sur son activité pendant la Seconde Guerre mondiale (1er septembre 1939 - 30 juin 1947) et les Documents sur l'activité du Comité International de la Croix-Rouge en faveur des civils détenus dans les camps de concentration en Allemagne (1939 - 1945), écrits par le Comité international de la Croix-Rouge lui-même. Les rapports peuvent être consultés et téléchargés en ligne,.
Durant la Seconde Guerre mondiale, l'action de la Croix-Rouge est controversée. On lui reproche d'une part sa passivité et son aveuglement face aux barbaries nazies, et d'autre part sa collaboration active avec le régime nazi. À partir de l'été 1942, les dirigeants du CICR ont pris conscience du génocide juif. Mais le CICR « n'a pas pris le risque suprême de jeter en faveur de ces victimes tout le poids de son autorité morale ». La crainte de compromettre les activités dont le CICR pouvait effectivement s'acquitter en faveur des prisonniers de guerre a certainement joué un rôle, ainsi que des motifs moins avouables tels que défendre les intérêts de la Suisse et que certains de ses membres n’auraient pas été exempts d’antisémitisme. D’autres, enfin, souhaitaient préserver leur bonne entente avec la Croix-Rouge allemande qui, depuis longtemps, avait exclu les juifs de tous les postes de responsabilité pour les remplacer par des sbires à la solde du régime. Au printemps 1942, ces derniers annonçaient au siège genevois que toute recherche portant sur des prisonniers en camps de concentration et des disparus « non aryens » ne serait plus traitée. Les inspections de camps étaient rares et donnaient lieu à des mises en scène de la part des responsables des sites concentrationnaires. L’exemple le plus frappant est celui de Theresienstadt, où le délégué du CICR se laissera aller à admirer cette « ville offerte aux juifs » par le Führer, d'après le titre alternatif de Theresienstadt, un film de propagande que les nazis firent tourner par Kurt Gerron.
En réponse aux critiques, « le CICR a mandaté le professeur Jean-Claude Favez pour mener une enquête indépendante sur son action en faveur des victimes des persécutions nazies et lui a donné libre accès à ses archives relatives à cette période; dans un souci de transparence, le CICR a également décidé d'ouvrir aux historiens ses dossiers d'archives de plus de 50 ans ; ayant pris connaissance des conclusions de l'ouvrage du professeur Favez, le CICR a reconnu ses manquements passés et exprimé ses regrets à ce propos ».
Plus encore que l'absence de dénonciation publique, c'est la timidité des démarches confidentielles qui pèse dans ce bilan. Il ressort de ce bilan que l'action du CICR en faveur des victimes civiles du nazisme a été un échec, ce que le CICR reconnaît clairement,.
Pendant l'hiver 1941-42, un certain nombre de médecins et d'infirmières suisses partirent par ailleurs en mission humanitaire sur le Front de l'Est, notamment à Smolensk, sous les auspices de la Croix-Rouge suisse, et avec la bénédiction des autorités allemandes. Ces médecins et ces infirmières furent déployés dans les hôpitaux militaires allemands, pour faire face à un afflux massif de grands blessés de guerre. Après la guerre, ces hommes et ces femmes furent accusés d'avoir trahi l'idéal et la neutralité de la Croix-Rouge.
Mais en 1944, compte tenu d'un contexte très peu favorable aux actions humanitaires, et d'une situation extrêmement difficile pour la Croix-Rouge en Europe, le CICR a reçu le prix Nobel de la paix, le seul décerné au cours de la période 1939-1945. Le comité Nobel précisera plus tard ne pas être au courant jusqu'aux "années 1980" que la Croix-Rouge avait caché l'existence des camps d'exterminations nazis.
En août 1945, le délégué Marcel Junod est basé au Japon afin de fournir de l'assistance aux prisonniers de guerre. Après le bombardement d'Hiroshima, il organise rapidement une mission d'assistance et devient le 8 septembre le premier médecin étranger à atteindre le site. Il était accompagné d'un groupe de travail d'enquête américain, de deux médecins japonais et de 15 tonnes de fournitures médicales. Il y est resté cinq jours, au cours desquels il a visité tous les grands hôpitaux, a administré la distribution des fournitures et a personnellement dispensé des soins médicaux.

### Depuis 1945: quelques pages d'histoire
La Seconde Guerre mondiale, caractérisée par l'horreur des massacres et la souffrance, s'est achevée sur une démonstration dévastatrice, avec une arme nucléaire dont la puissance semblait à peine imaginable.
Selon l'historien autrichien Gerald Steinacher, à la fin de la guerre, le CICR aide plusieurs dizaines de milliers de nazis à échapper aux Alliés notammement Adolf Eichmann et Joseph Mengele.
Tandis que l'Europe – où la plupart des conflits du XXe siècle plongent leurs racines – s'efforçait d'élever des remparts pour préserver la paix, d'autres régions du monde ont continué de subir les effets des conflits. Certains de ces conflits ont pris des formes nouvelles, avec des combattants pour la liberté, des mouvements de guérilla et des régimes dictatoriaux occupant le devant de la scène.
La conduite des hostilités ayant posé dans les années 1930 et 1940 de nouveaux défis en matière de protection, il est apparu nécessaire d'établir de nouvelles règles juridiques. Les Conventions de Genève ont d'abord été révisées et renforcées en 1949, puis deux protocoles additionnels ont complété le dispositif légal en 1977 (Protocole I, Protocole II). Le CICR a aidé à la rédaction de tous ces textes.
Le CICR est sorti quasiment ruiné de la Seconde Guerre mondiale, et a eu beaucoup de difficultés à récolter des fonds durant les années, voire les décennies, suivantes. Il s'est pourtant efforcé de déployer ses activités dans les principaux conflits qui ont suivi la déflagration mondiale.
Le 14 avril 1980, deux citoyens helvétiques, Bernard Liebeskind, médecin, et Harald Schmid de Gruneck, le représentant de la Croix-Rouge à Téhéran, parviennent à rencontrer un à un les otages détenus à l'ambassade américaine de Téhéran au cours d'une visite de 9 heures. Ils ramènent les noms et adresses des otages en faisant parvenir à leur famille quelques brefs messages, confirmant ainsi que tous les Américains détenus sont en vie et globalement bien portants,.
Ce n'est qu'à partir des années 1990 que le CICR a retrouvé un soutien généreux des gouvernements et de la Commission européenne (de loin ses principaux donateurs) ce qui lui permet désormais de se placer dans une perspective d'accroissement de ses activités. Pour mener ses activités en 2008, le CICR a lancé un appel dont le montant dépasse le milliard de francs suisses (600 000 000 euros). Contrairement à de nombreuses ONG et même à des agences humanitaires rattachées aux Nations unies, le CICR dispose de réserves qui lui permettent d'engager une action dès que les besoins humanitaires sont constatés, sans attendre de recevoir le financement nécessaire. Cette façon de procéder assure non seulement une rapidité de réaction très profitable aux victimes des conflits armés auxquelles le CICR vient en aide, mais aussi l'indépendance de l'institution qui peut de la sorte mener des activités même dans les contextes qui ne sont pas médiatisés et qui par conséquent attirent moins de contributions[réf. nécessaire].
En janvier 2022, les données de 515 000 personnes sont volées par des pirates à la suite d'une cyberattaque.

### Bâtiments successifs à Genève
C'est au Palais de l'Athénée, un édifice privé situé rue de l'athénée, qu'a lieu la Conférence diplomatique de 1863. Et en 1864 le Comité International s'y établit et y reste jusqu'en 1918. La signature de la Convention de 1864 a elle eut lieu au rez de chaussée de l'Hôtel de Ville de Genève en la salle dite de l'Alabama.
De la fin de 1918 à juillet 1933 le siège du CICR est Promenade du Pin, No 1. un bâtiment construit entre 1861 et 1863 par Jacques-Louis Brocher.
L'Agence Centrale des Prisonniers de Guerre a, durant le premier conflit mondial, son siège à l'Uni-Dufour (alors Palais électoral et du Conseil général), au Palais Eynard (rue de la Croix-Rouge) et fonctionne aussi dans son annexe au Musée Rath (Place Neuve).
La villa Moynier, actuellement le siège de l’Académie de droit international humanitaire et de droits humains abrite le siège du Comité international de la Croix-Rouge (CICR) entre 1933 et 1939.
Dans la période 1939-1945 le CICR utilise un entrepôt à Plainpalais d'où sont envoyés les milliers de colis pour les prisonniers de guerre détenus en Allemagne. Dans la même période (1940-1949) la division pharmaceutique de l'Organisation est établie 7, rue Bellot (Plainpalais).
Entre juin 1942 et fin 1946 le siège du CICR se trouve à l'hôtel Métropole, Quai du Général- Guisan 34. Avec le retour de la paix en Europe, les autorités genevoises souhaitent redonner au bâtiment sa fonction hotelière, dénoncent la convention quinquennale d'occupation et prient le CICR de déménager. Une offre est faite de l'installer sur la colline de l'Ariana. Le CICR négocie âprement ce déménagement qui mettrait en question la continuité de ses opérations et l'éloigne du centre-ville. Divers avantages et aménagements concédés par la Ville résolvent les tensions.
À partir de 1946 le CICR s'établit avenue de la Paix 19, dans l'ancien hôtel Carlton que vient de quitter le Bureau international du travail. C'est un bâtiment construit entre 1873 et 1876 par Boissonas pour le pensionnat de la Châtelaine créé par Luc Thudicum.

Bâtiments historiques du CICR
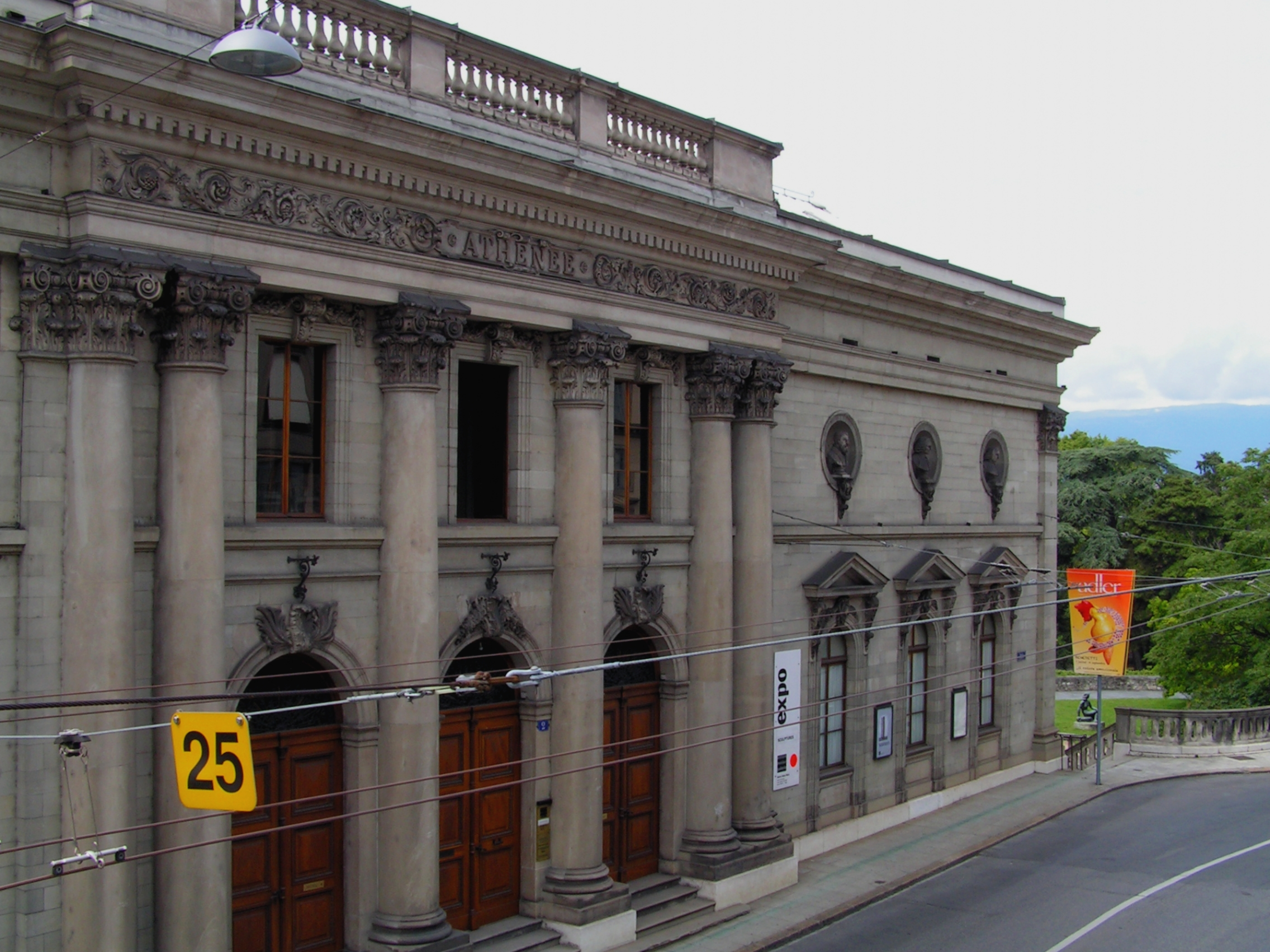
Palais de l'Athénée (période 1873-1918).
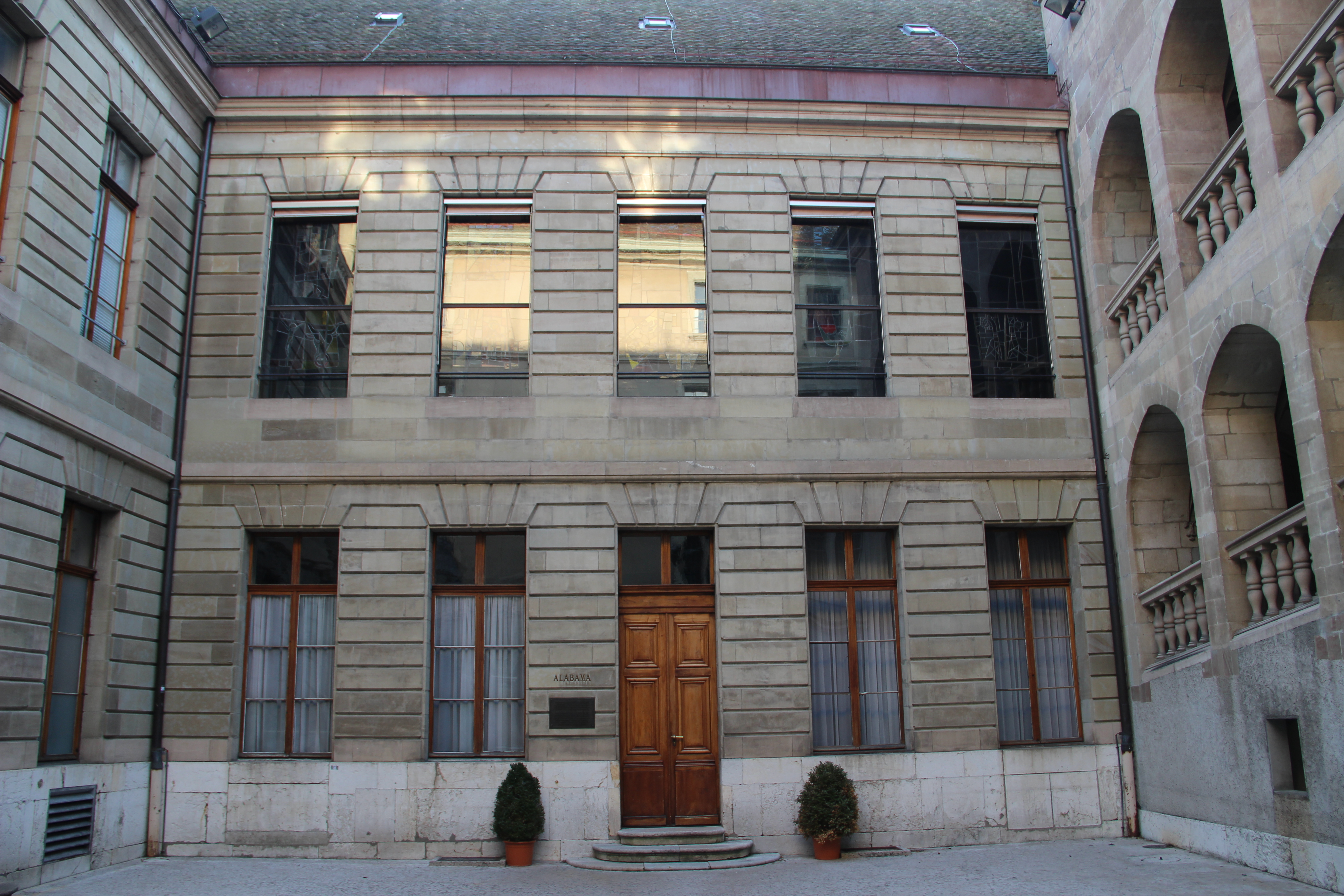
Salle Alabama (Hôtel de ville) (1874).
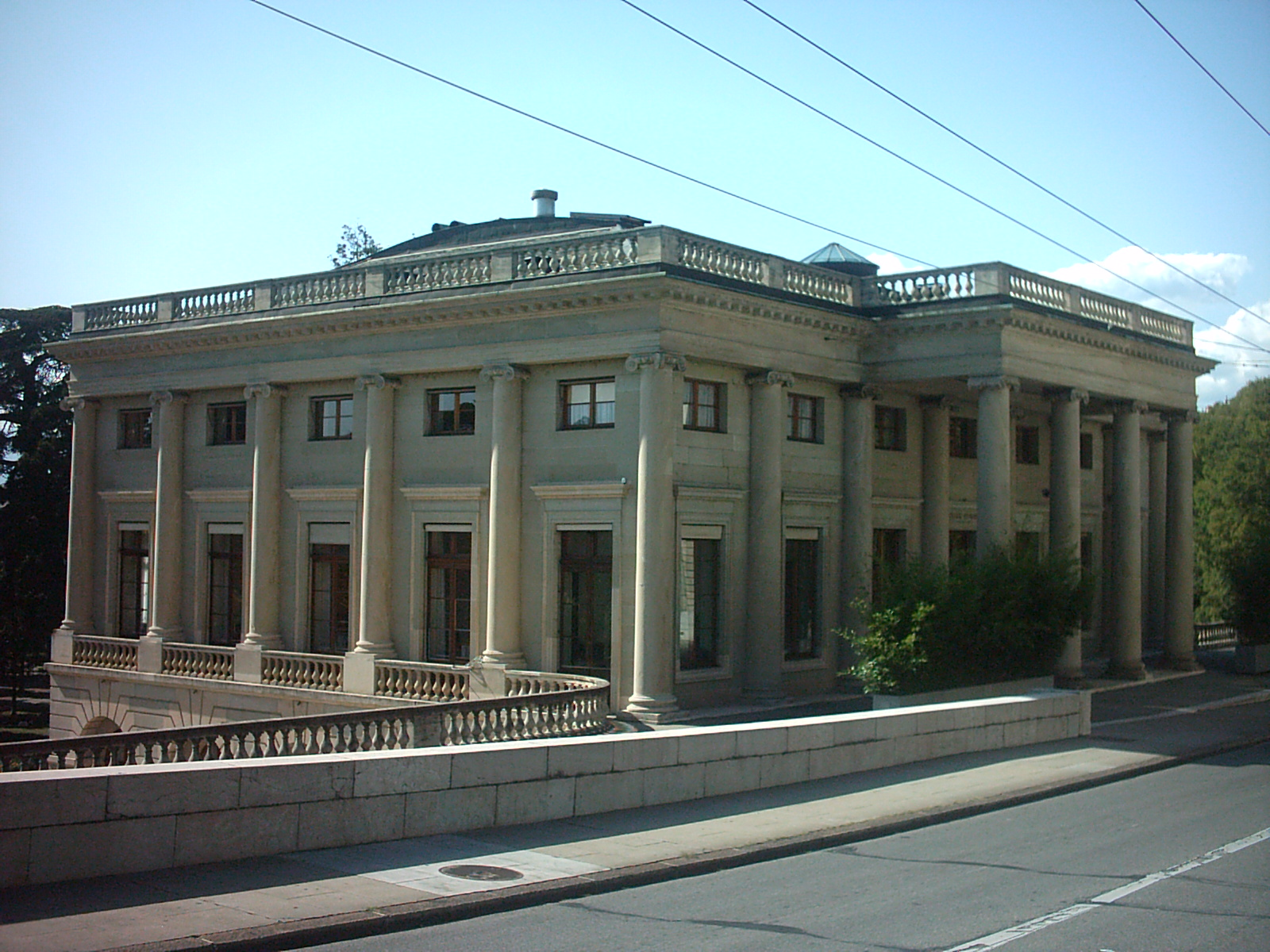
Palais Eynard (1914-1918).
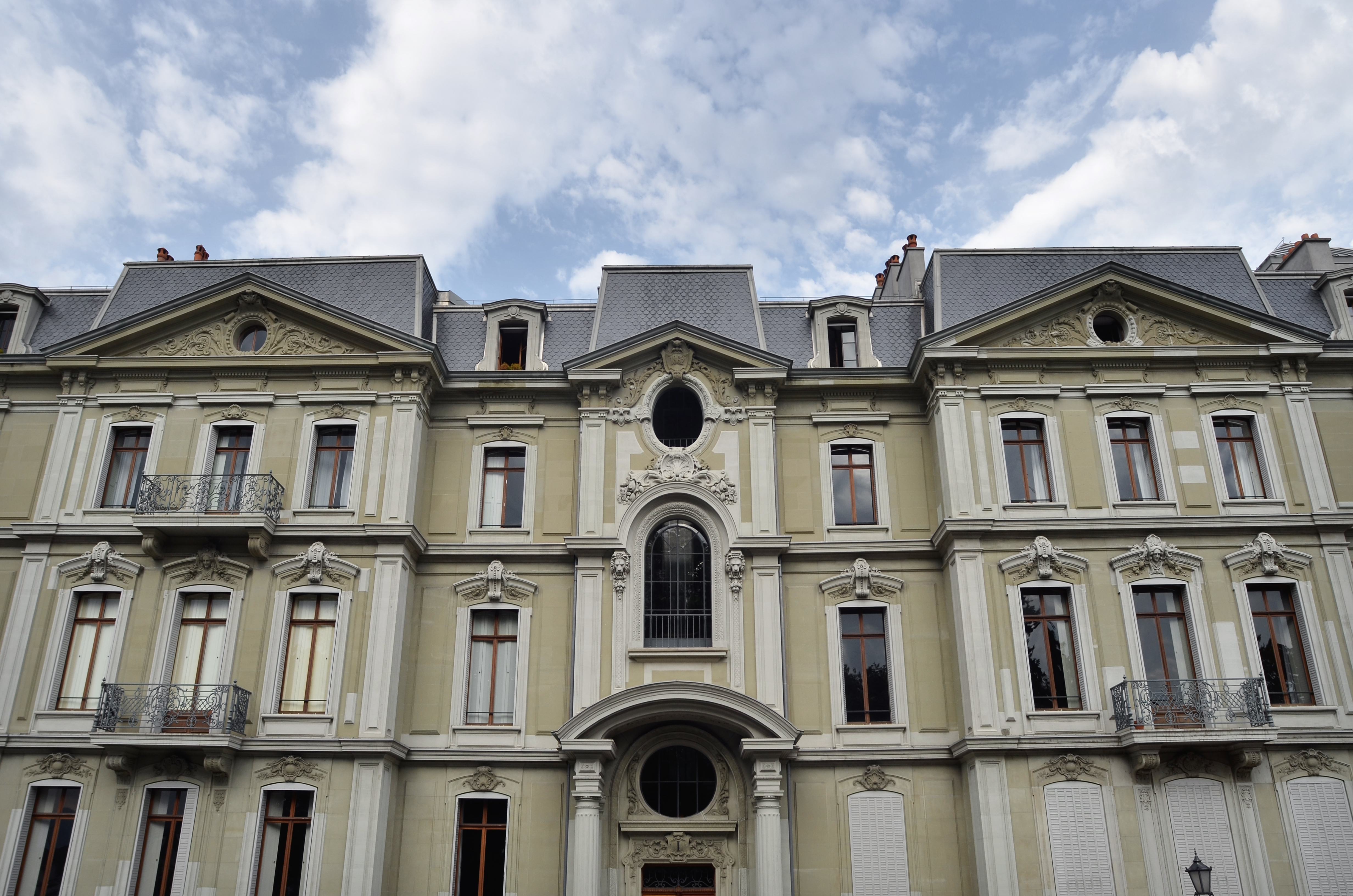
No 1 promenade du Pin (période 1918-1933).
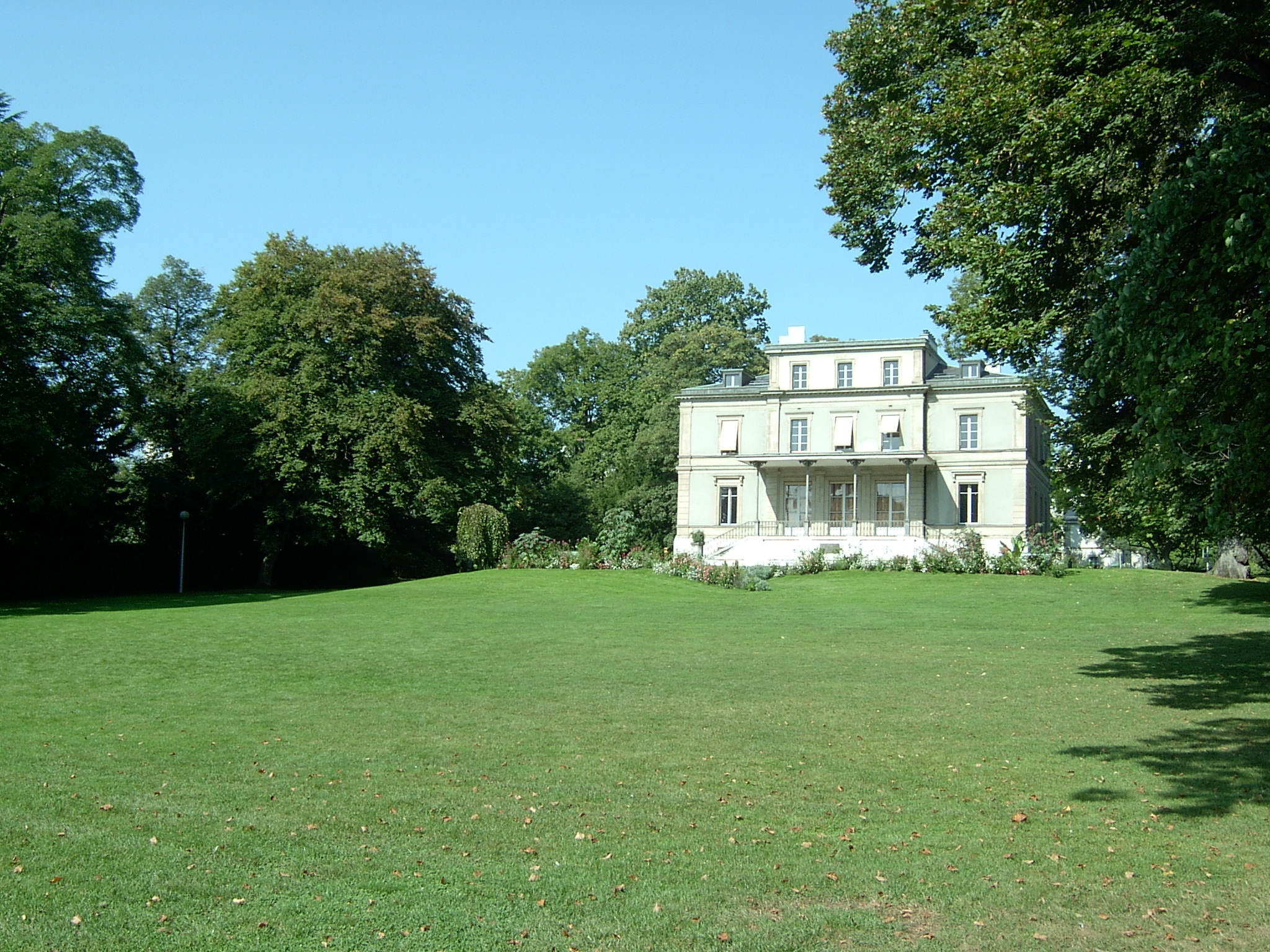
Villa Moynier (période 1933-1939).
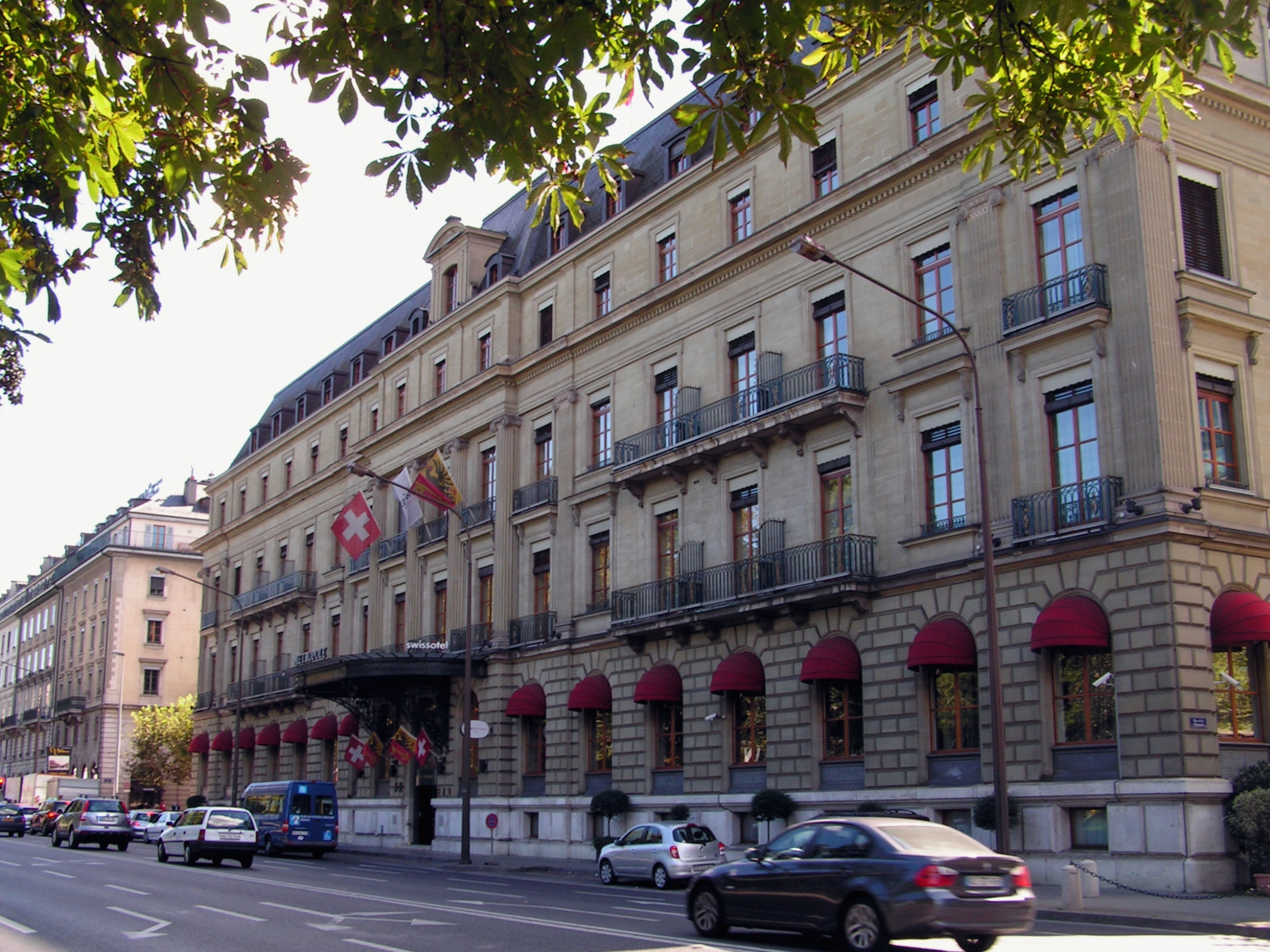
Hôtel Métropole (période 1942-1946).

Le CICR exploite aussi un centre logistique de rayonnement mondial à Satigny et depuis 2001 le centre de formation Ecogia à Versoix fait suite au centre de Cartigny. D'autre part le CICR a délocalisé une partie de ses activités informatiques à Belgrade et ses transactions financières et d'administration du personnel à Manille.

Autres lieux
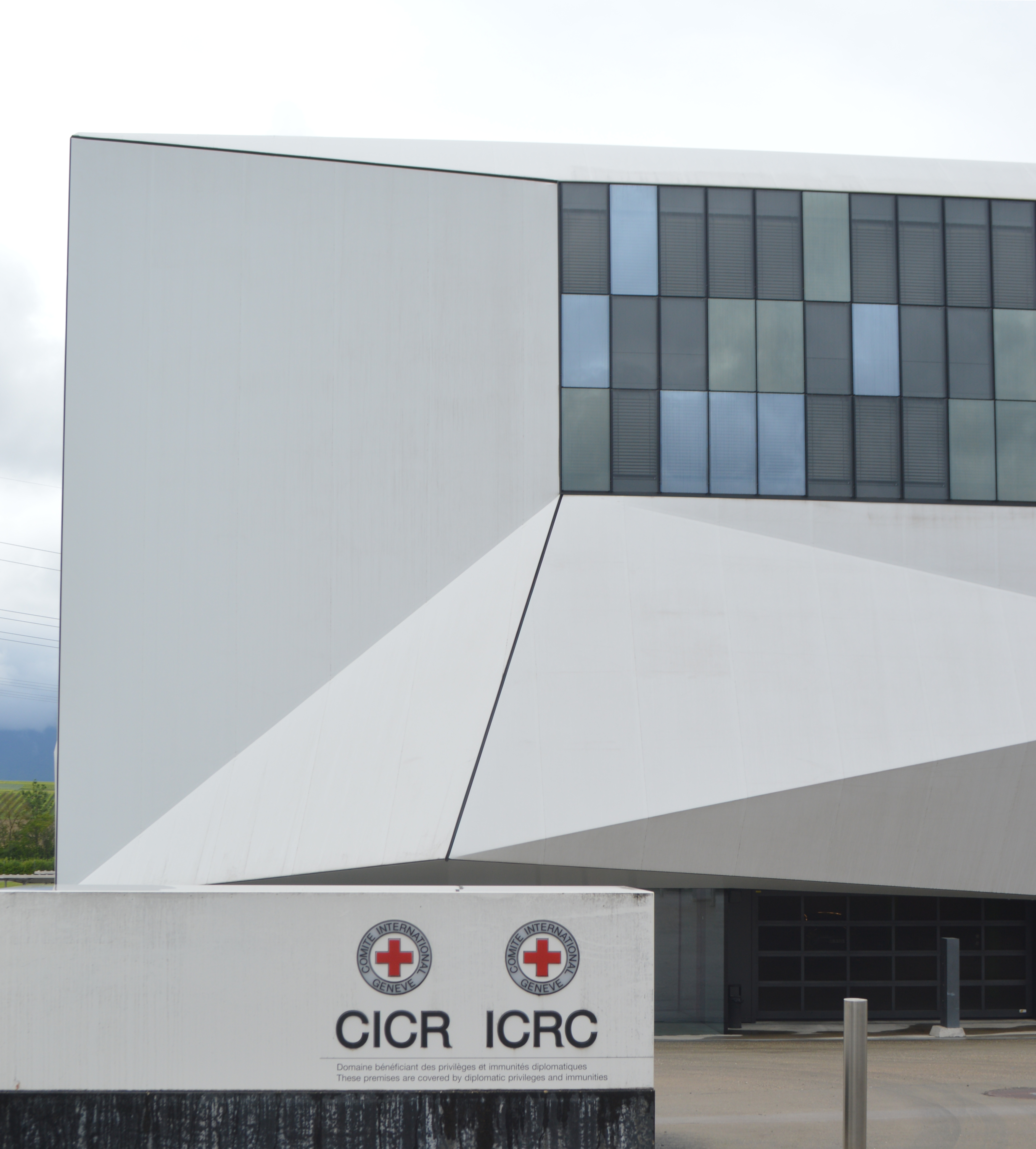
Façade du centre logistique de Satigny.
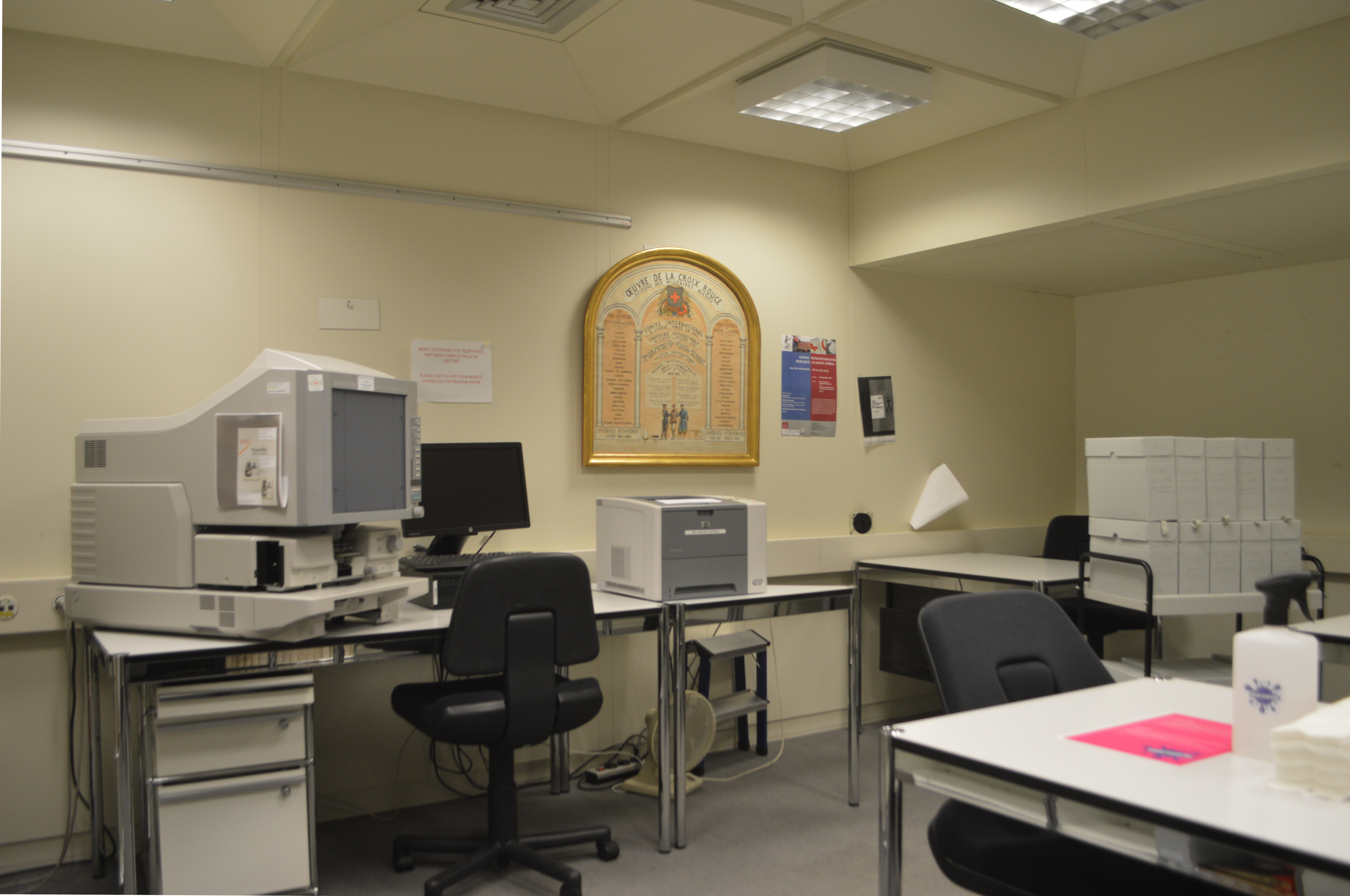
La salle de lecture des archives en 2020.
Archives au site de Satigny

Outre l'édifice original de l'ancien hôtel Carlton, sept autres bâtiments dont un restaurant, ont été construits au cours des ans sur le site de l'Avenue de la Paix. Le Musée de la Croix-Rouge et des salles de réunion sont semi-enterrés dans la talus de l'avenue de la Paix.

Sur le site du CICR
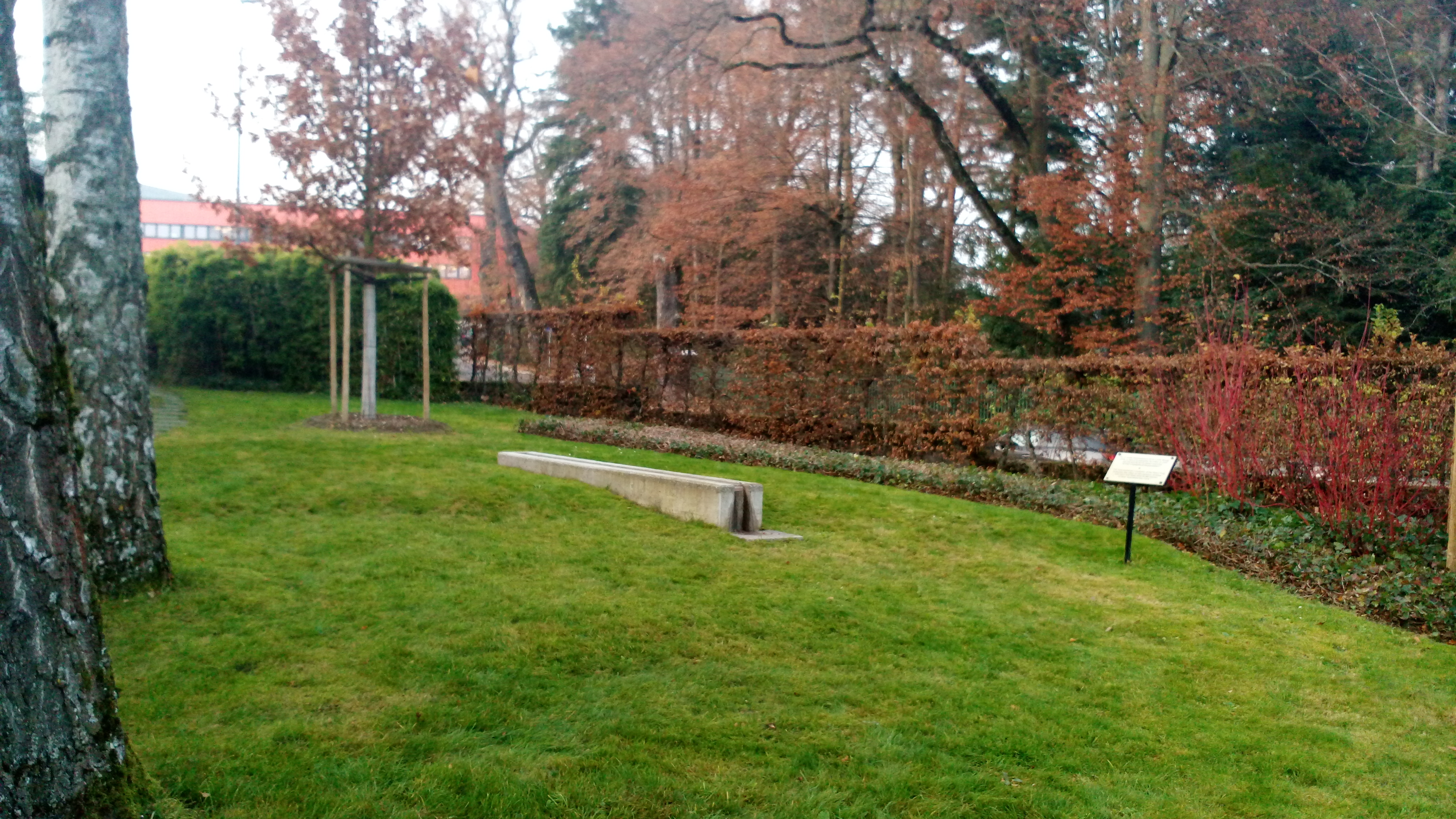
Le jardin du souvenir du CICR.
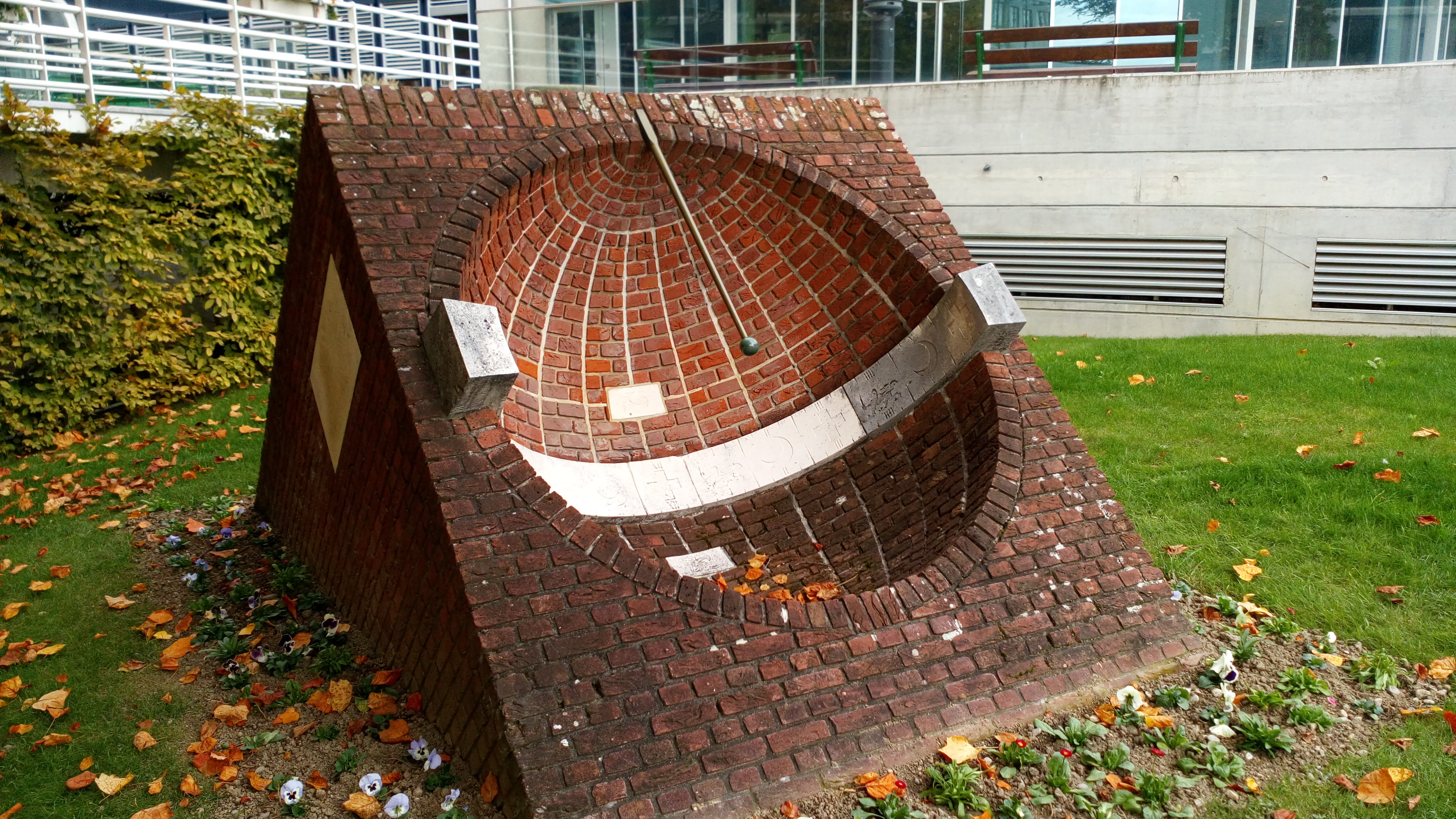
Cadran solaire 1864-1964.
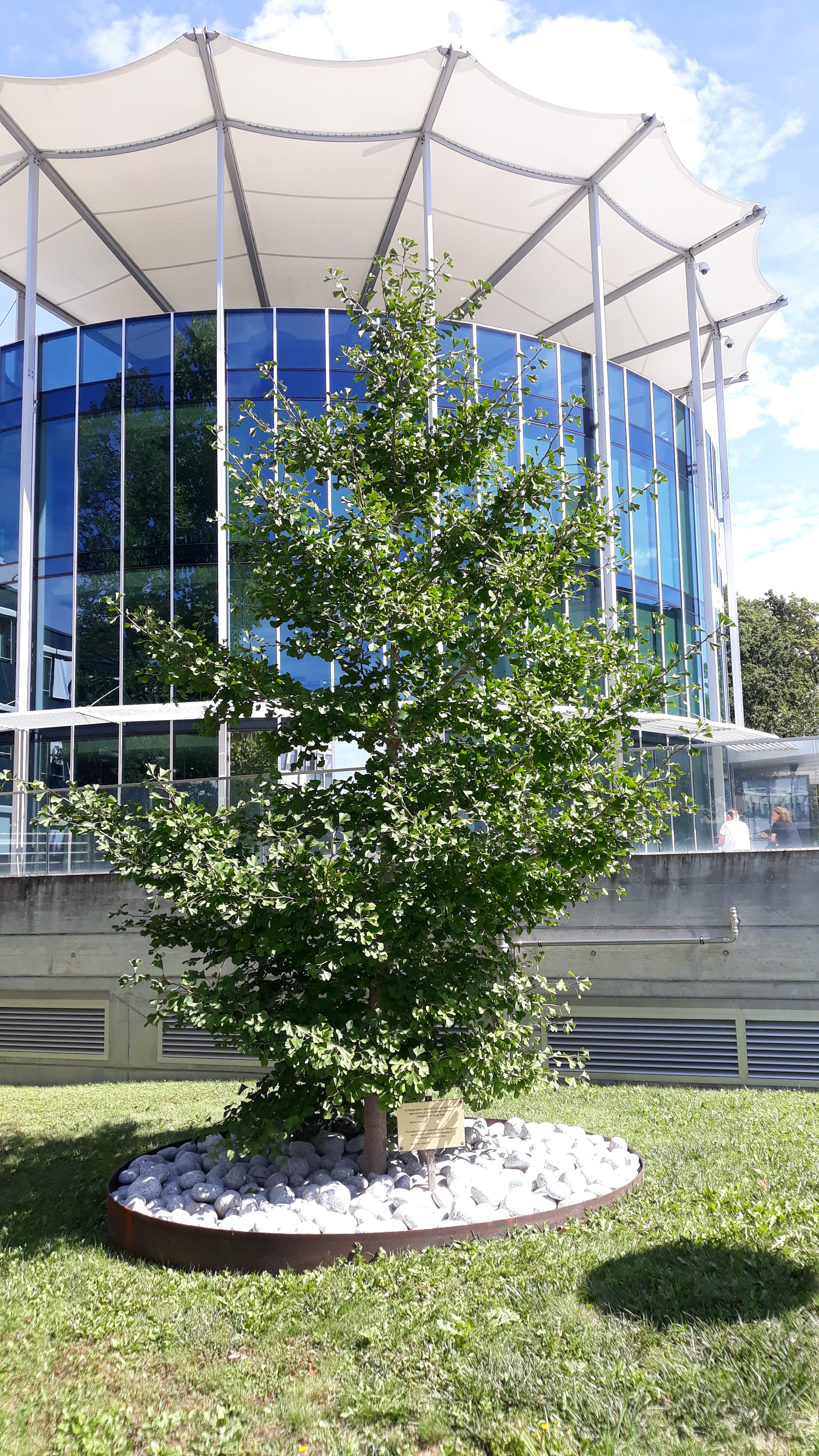
Ginko rappel du 6 août 1945.
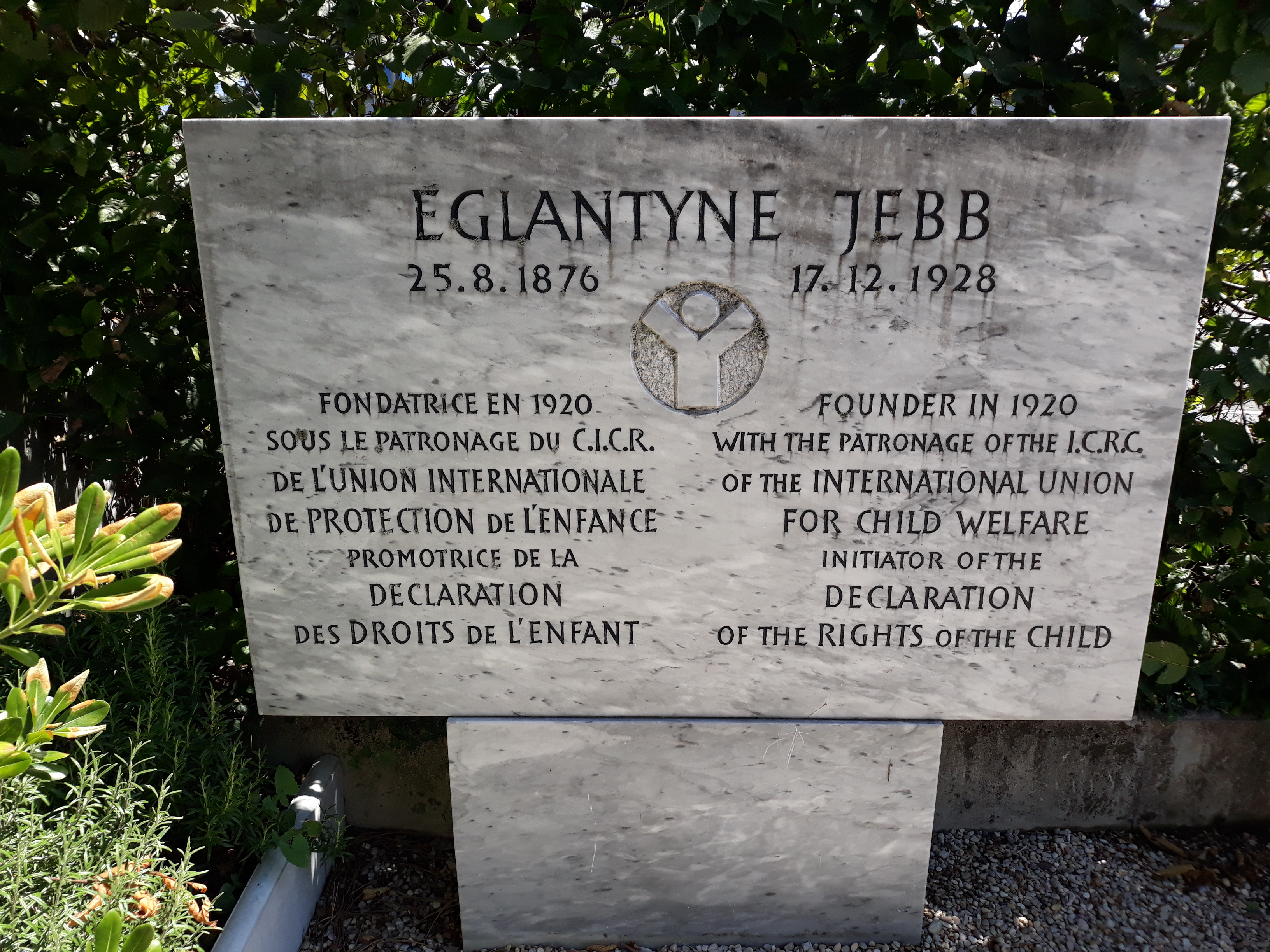
Mémorial Eglantyne Jebb.
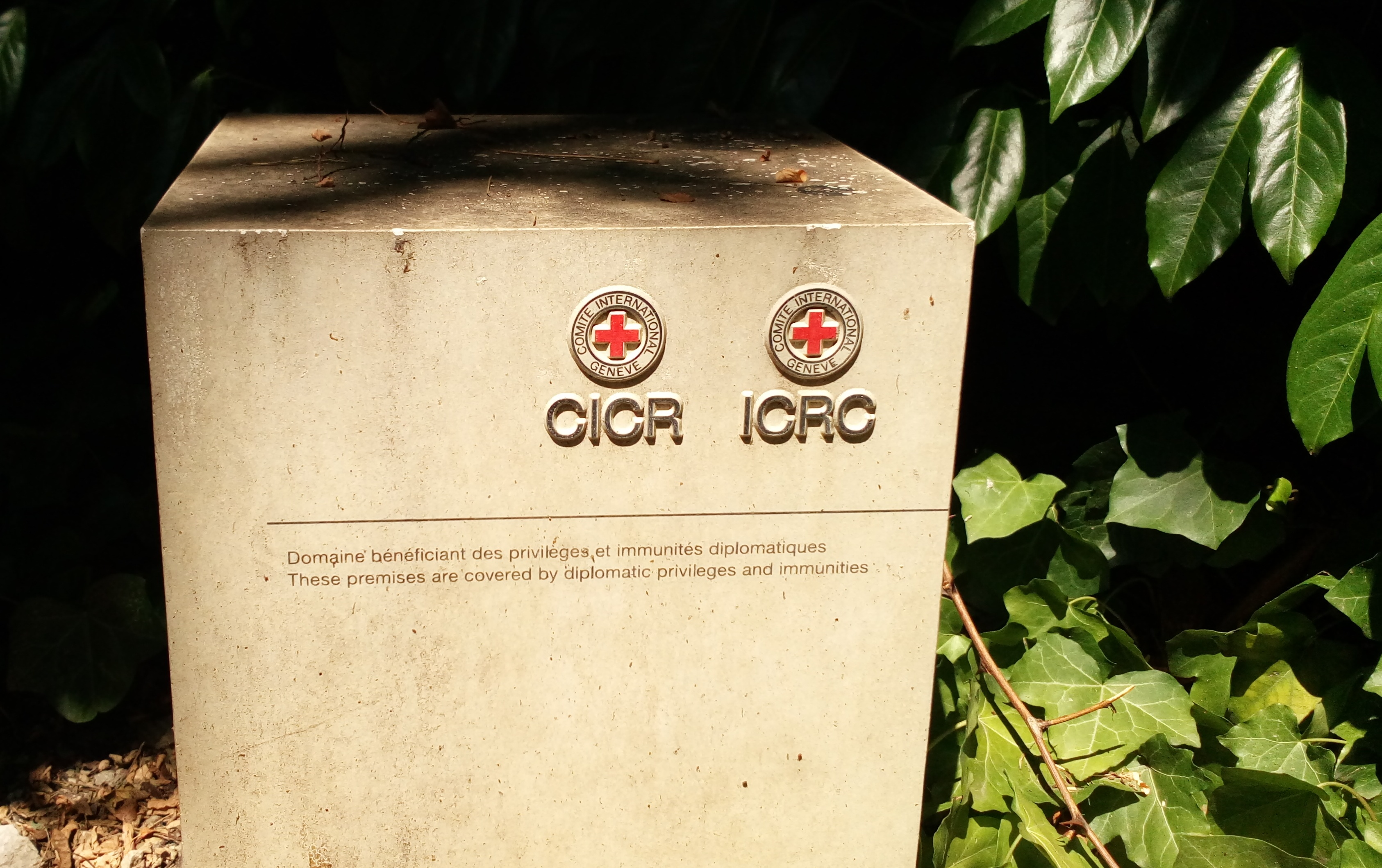
Borne du terrain du CICR.

Le site est organisé autour d'une esplanade. On trouve aussi :
- un jardin du souvenir qui commémore les collaborateurs morts en service ;
- un cadran solaire offert par des ouvriers hollandais ;
- un Ginko qui commémore le bombardement d'Hiroshima ;
- un jardin minéral dédié à Eglantyne Jebb, fondatrice de l'organisation « Save the Children »
- des bornes qui indiquent le statut diplomatique du site.

## Présidence et composition du comité

### Présidence
- Guillaume Henri Dufour (1863-1864)
- Gustave Moynier (1864-1910)
- Gustave Ador (1910-1928)
- Max Huber (1928-1944)
- Carl Jacob Burckhardt (1945-1948)
- Paul Ruegger (de) (1948-1955)
- Léopold Boissier (de) (1955-1964)
- Samuel Gonard (de) (1964-1969)
- Marcel Naville (de) (1969-1973)
- Eric Martin (de) (1973-1976)
- Alexandre Hay (en) (1976-1987)
- Cornelio Sommaruga (1987-1999)
- Jakob Kellenberger (2000-2012)
- Peter Maurer (2012-2022)
- Mirjana Spoljaric Egger (2022-)

Présidents par intérim : Édouard Naville (1917-1920), Max Huber (1945-1947), Martin Bodmer et Ernest Gloor (1947-1948), Jacques Freymond (1969).

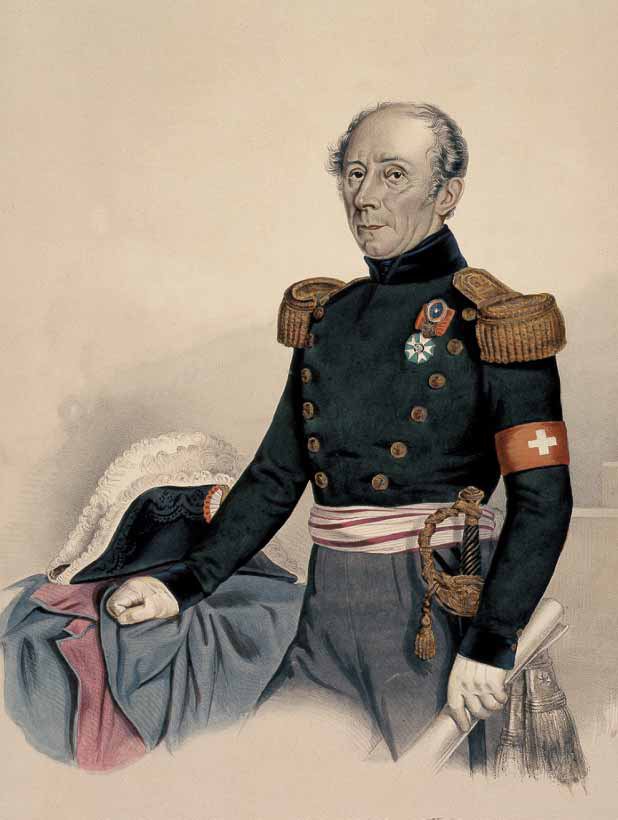
Guillaume Dufour
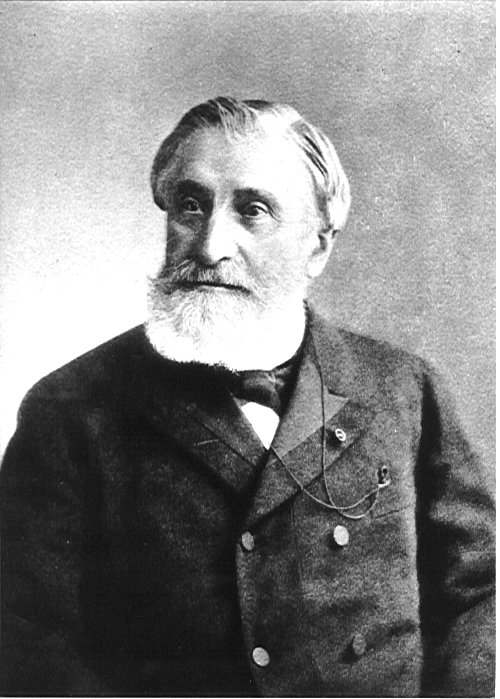
Gustave Moynier
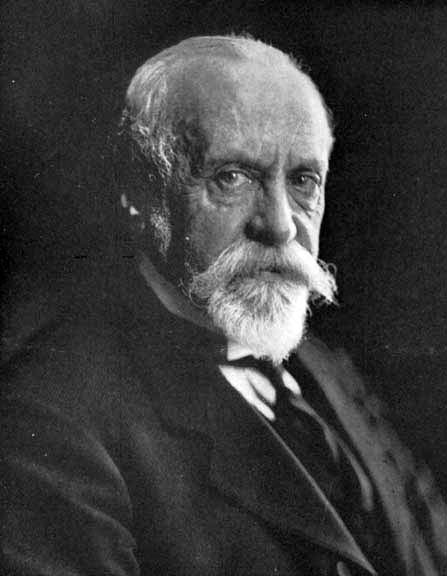
Gustave Ador
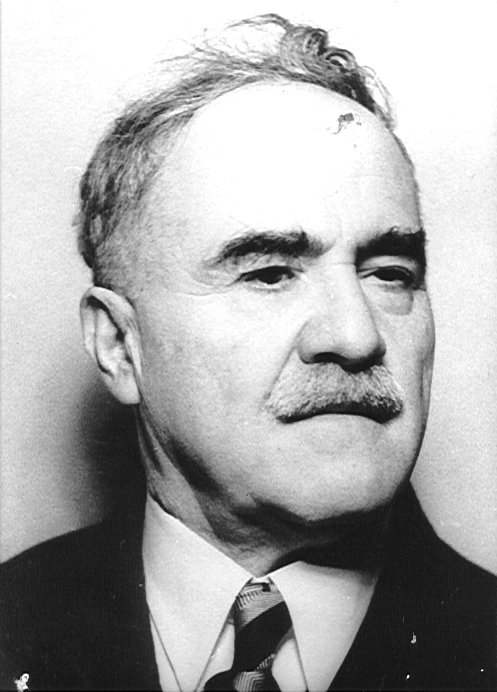
Max Huber
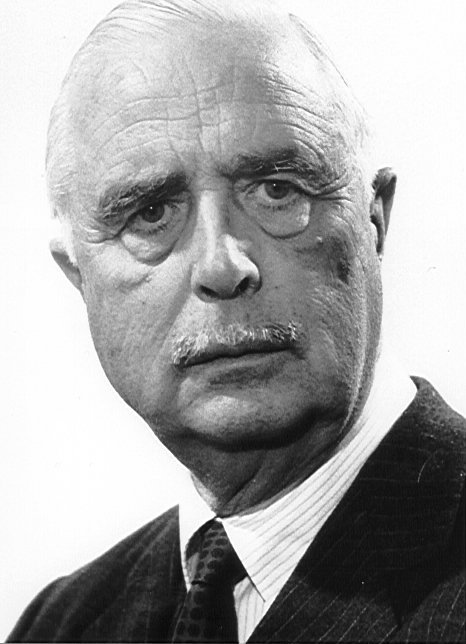
Carl Burckhardt
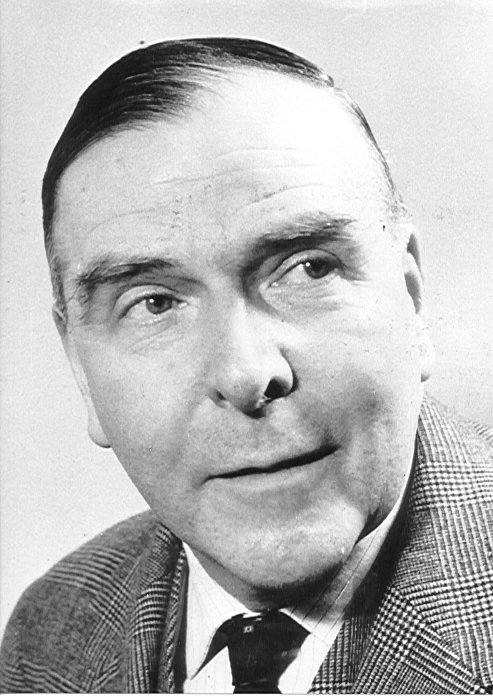
Paul Ruegger
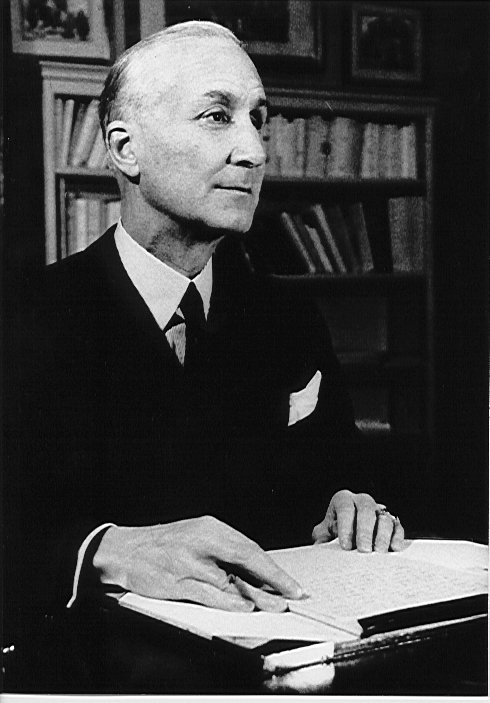
Léopold Boissier
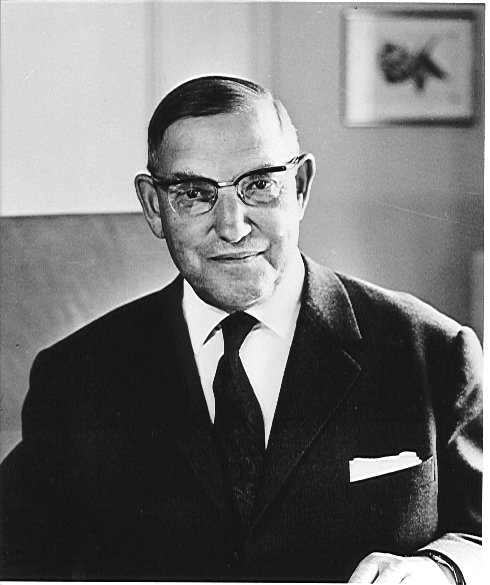
Samuel Gonard
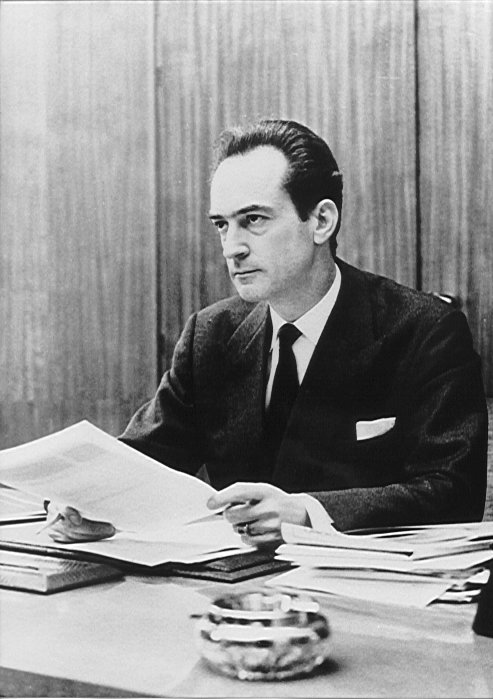
Marcel Naville
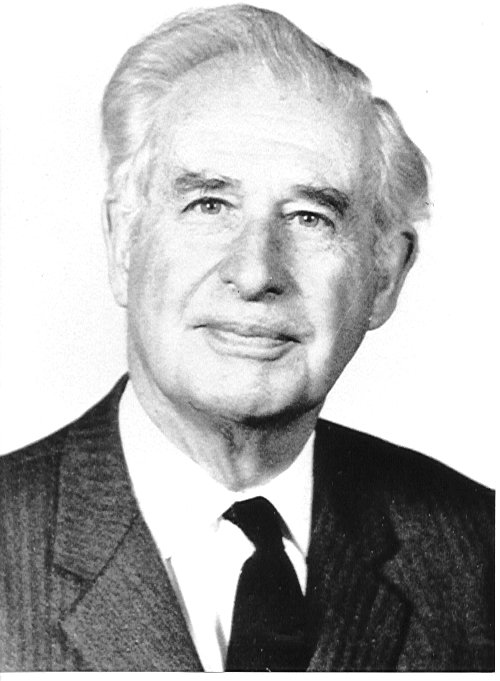
Eric Martin
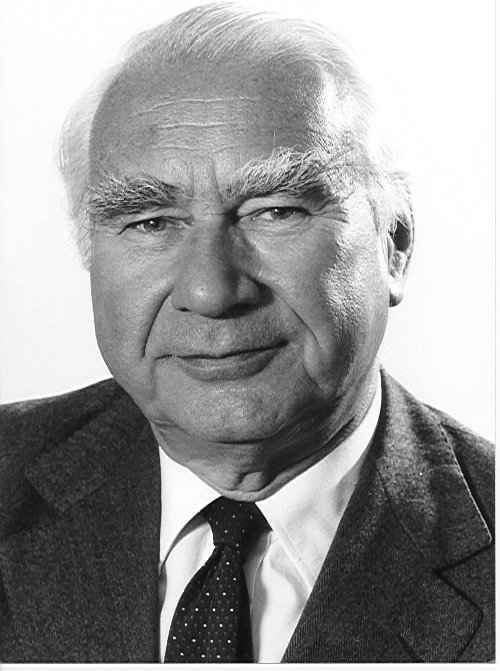
Alexandre Hay
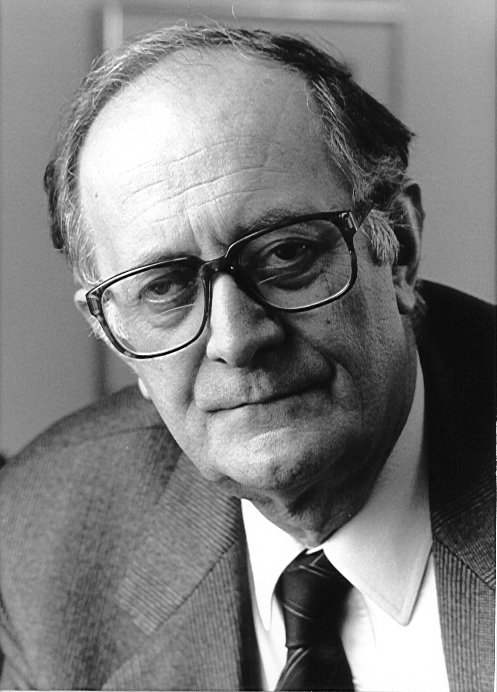
Cornelio Sommaruga
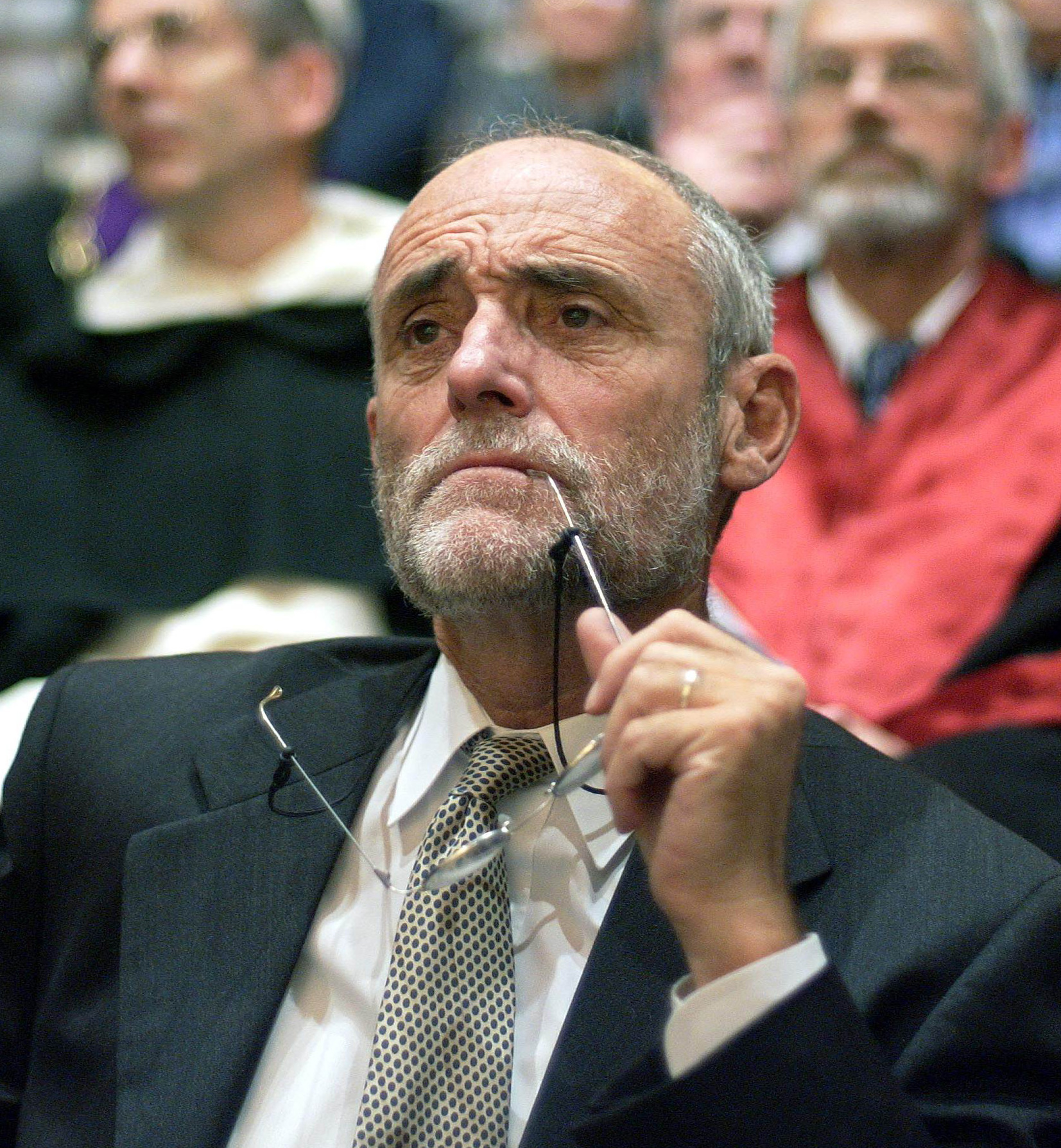
Jakob Kellenberger
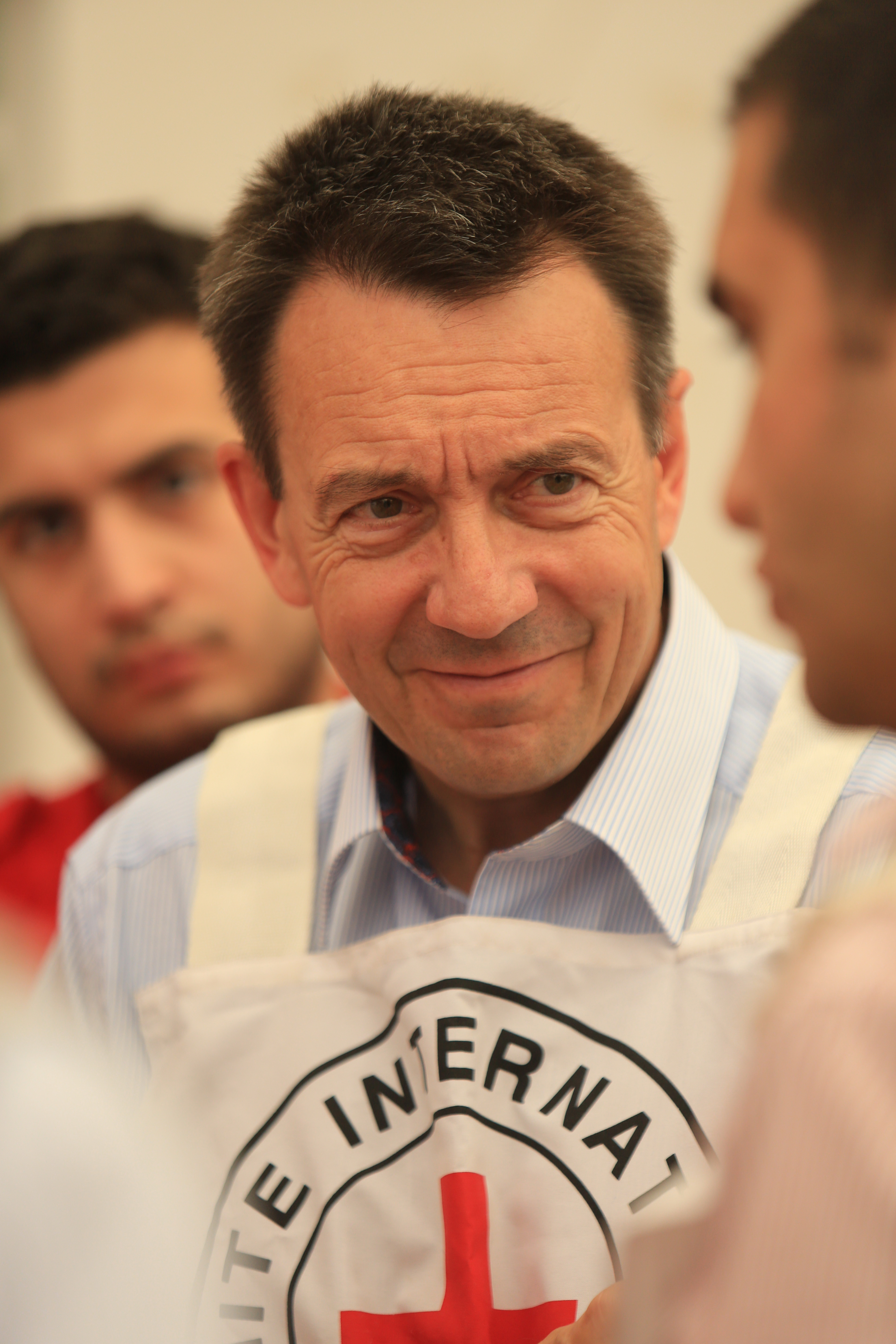
Peter Maurer
Mirjana Spoljaric Egger

### Comité
Pauline Chaponnière-Chaix est la première femme à siéger au Comité international de la Croix-Rouge en 1922. Elle est vice-présidente du CICR de 1930 à 1932.

### Direction
- 2010-2020 : Yves Daccord
- 2020-2024 : Robert Mardini
- 2024- : Pierre Krähenbühl

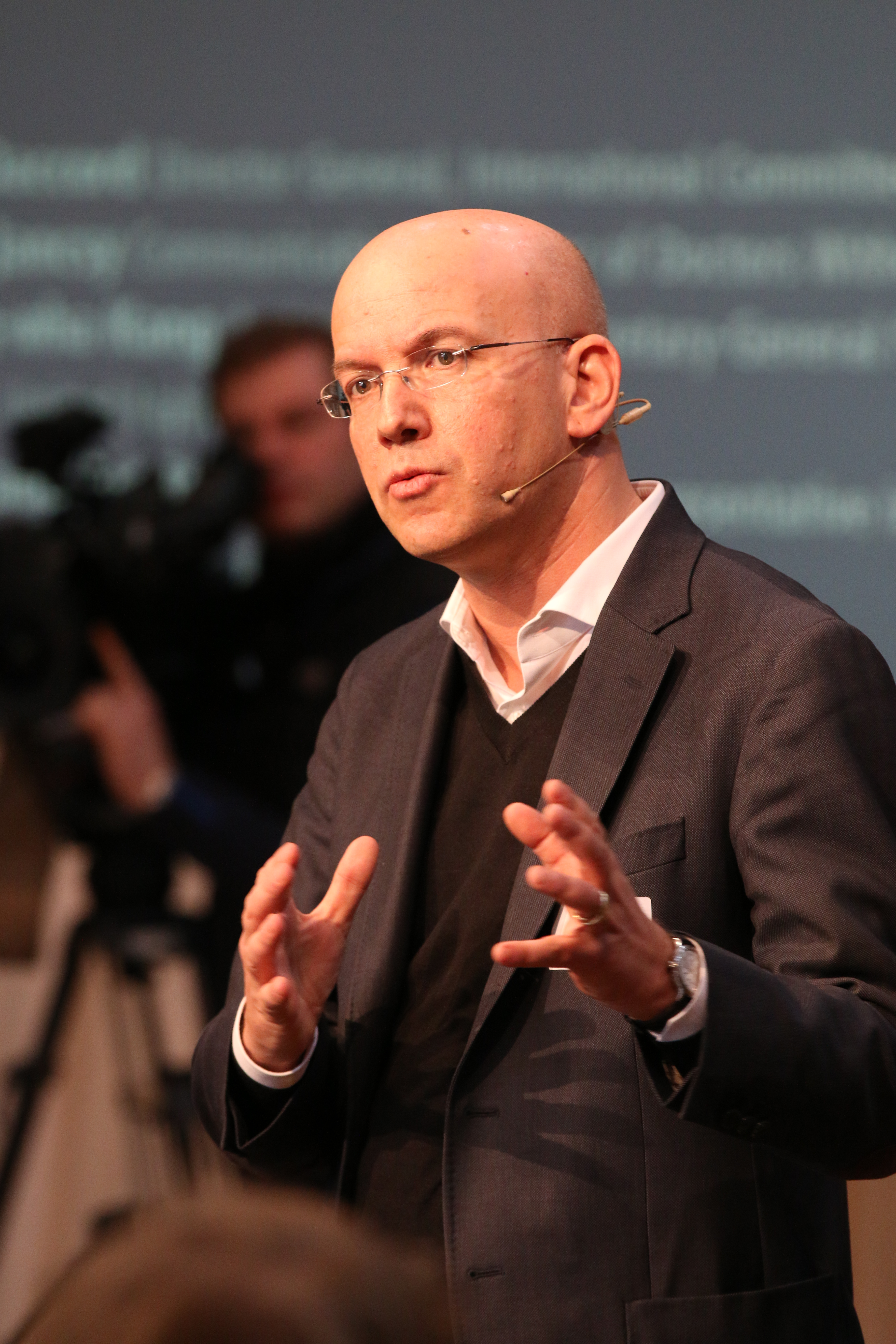
Yves Daccord
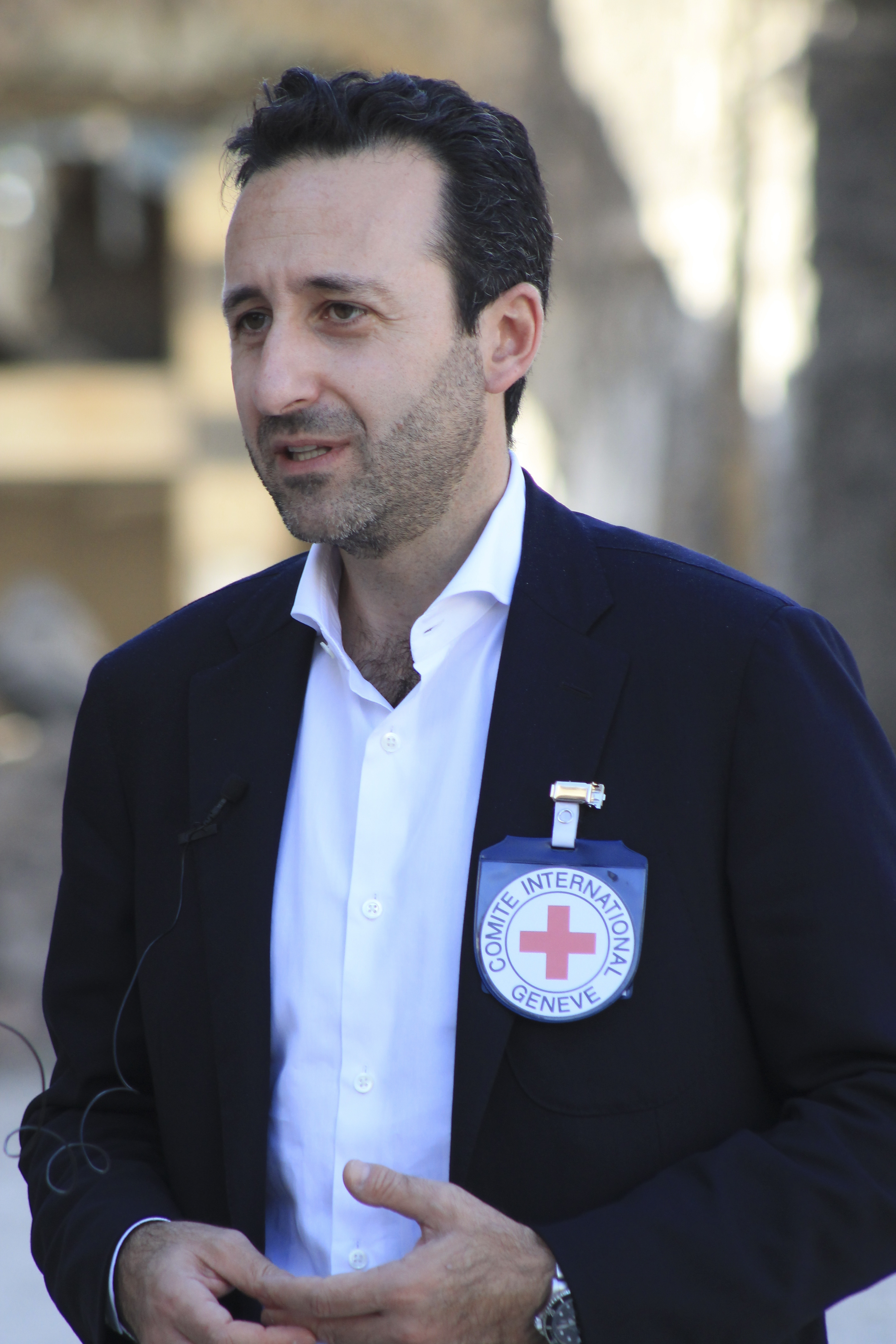
Robert Mardini
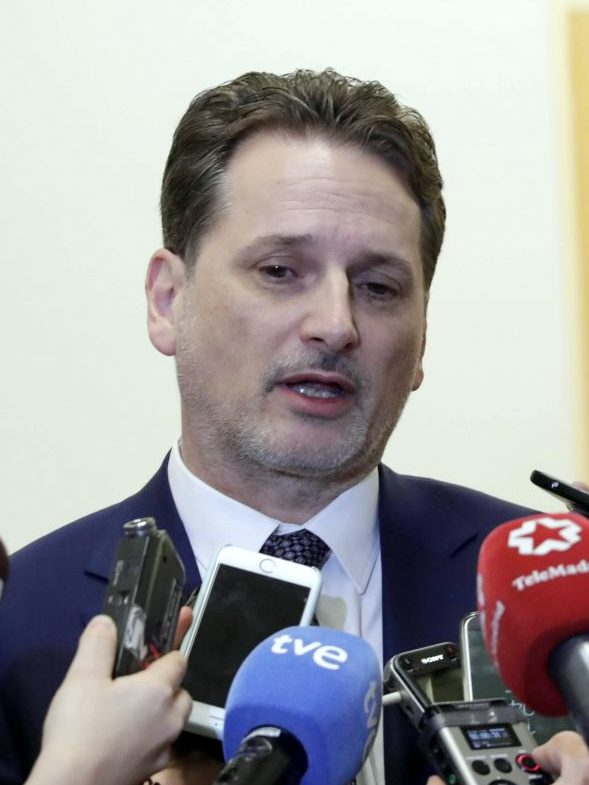
Pierre Krähenbühl

## Personnel

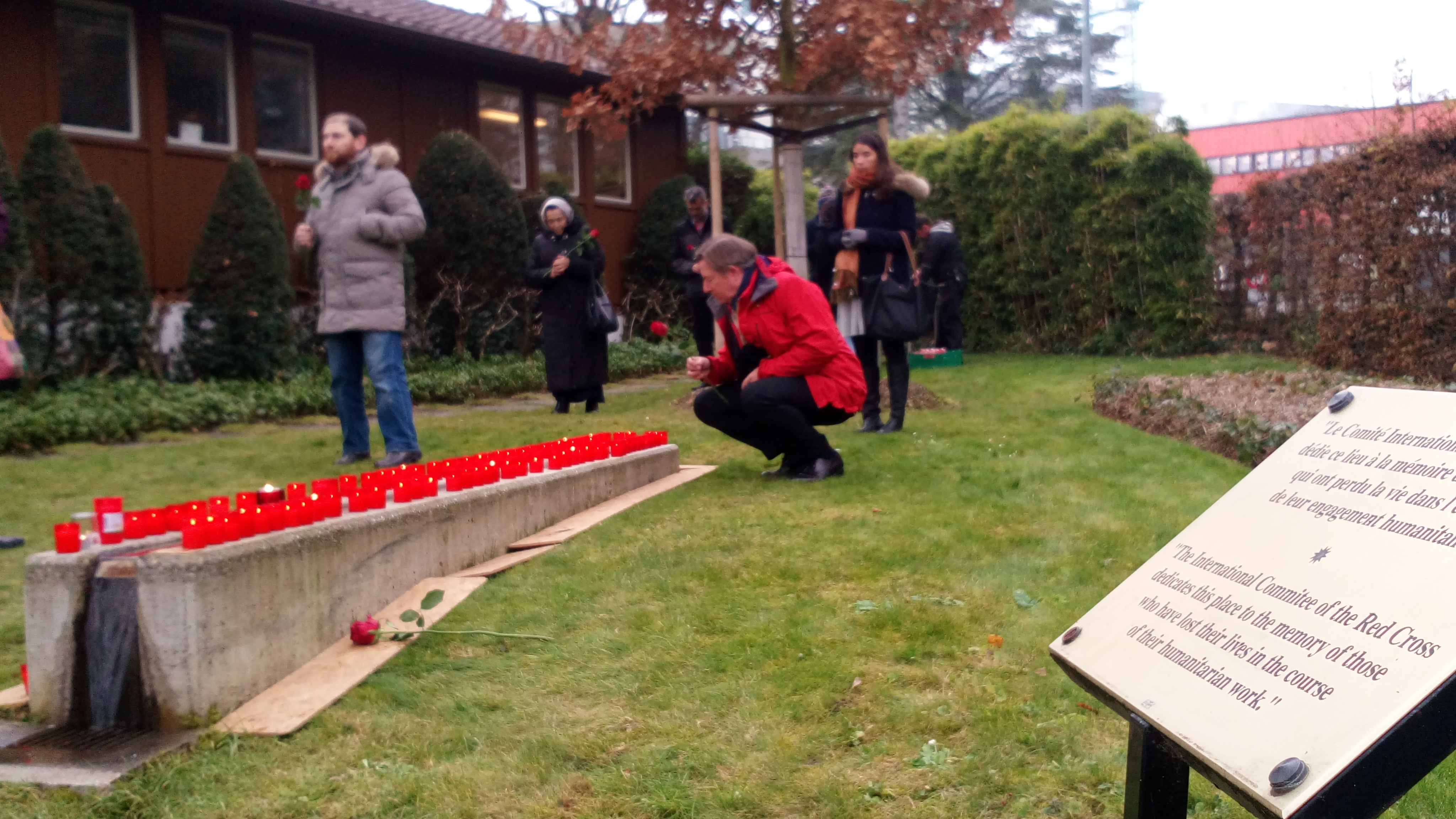
Journée du Souvenir au siège du CICR. Commémoration des délégués tués en mission.

Initialement le CICR employait uniquement des jeunes gens genevois. Jusqu'en 1992 seuls des citoyens de nationalité Suisse étaient recrutés par l'organisation.
La neutralité statutaire du CICR est un élément qui protège son personnel dans leurs activités dans les zones de conflit. Cependant, après la fin de la Guerre froide et l'émergence de nouvelles conflictualités, sa mission est devenue de plus en plus dangereuse. Dans les années 1990, plus de délégués ont perdu la vie qu'à aucun autre moment de son histoire, en particulier lorsqu'ils travaillaient dans des conflits armés locaux et internes. Ces incidents ont souvent démontré un manque de respect des règles des Conventions de Genève et des symboles de protection de l'organisation. Voici quelques-uns de ces cas fatals.
D'autre part le personnel national et expatrié est régulièrement confronté à des situations aiguës et/ou à une pression régulière due au contexte de travail. Il en résulte diverses formes de stress aigu, cumulé ou traumatique qu'il est malaisé de traiter dans l'action et qui ont des effets physiologiques, cognitifs, émotionnels ou relationnels parfois à très long terme.

### Employés décédés en mission
- Frédéric Maurice, est décédé le 19 mai 1992 à l'âge de 39 ans, un jour après qu'un transport de la Croix-Rouge qu'il escortait ait été attaqué dans l'ancienne Yougoslavie dans la ville de Sarajevo[42].
- Fernanda Calado (Espagne), Ingeborg Foss (Norvège), Nancy Malloy (Canada), Gunnhild Myklebust (Norvège), Sheryl Thayer (Nouvelle-Zélande) et Hans Elkerbout (Pays-Bas). Ils ont été abattus à bout portant alors qu'ils dormaient aux premières heures du 17 décembre 1996 à l'hôpital de campagne du CICR dans la Tchétchène ville de Novye Atagi près de Grozny. Leurs meurtriers n'ont jamais été arrêtés et il n'y avait aucun mobile apparent pour les tueries[43].
- Christophe Hensch, blessé par balle dans la même attaque de l'Hôpital du CICR de Novye Atagi le 17 décembre 1996.
- Vatche Arslanian (en) (1955 – 8 avril 2003) (Canadien). Depuis 2001, il travaillait comme coordinateur logistique pour la mission du CICR en Irak. Il est mort alors qu’il traversait Bagdad avec des membres du Croissant-Rouge irakien. Leur voiture est tombée accidentellement dans le feu croisé des combats dans la ville.
- Rita Fox (Suisse), Véronique Saro (République démocratique du Congo, anciennement Zaïre), Julio Delgado (Colombie), Unen Ufoirworth (RD Congo), Aduwe Boboli (RD Congo) et Jean Molokabonge (RD Congo) . Le 26 avril 2001, ils étaient en route avec deux voitures en mission de secours dans le nord-est de la République démocratique du Congo lorsqu'ils ont essuyé des tirs mortels d'assaillants inconnus.
- Ricardo Munguía (El Salvador). Il travaillait comme ingénieur des eaux en Afghanistan et voyageait de Kandahar à Tarin Kôt avec des collègues locaux le 27 mars 2003 lorsque leur voiture a été arrêtée par des inconnus armés. Il a été tué à bout portant pendant que ses collègues étaient autorisés à s'échapper. Il avait 39 ans. Le meurtre a incité le CICR à suspendre temporairement ses opérations dans tout l'Afghanistan[44],[45]. Par conséquent, l'hypothèse selon laquelle la réputation de neutralité et d'efficacité du CICR en Afghanistan au cours des trente dernières années protégerait ses délégués a été brisée[46].
- Nadisha Yasassri Ranmuthu (Sri Lanka), technicien en informatique du CICR, abattu le 22 juillet 2003 au cours d'une attaque dirigée contre son véhicule, juste au nord de la ville de Hilla, en Irak[47].
- Lorena Enebral Perez, physiothérapeute âgée de 38 ans, de nationalité espagnole, tuée par balle à l'intérieur du centre de réadaptation du CICR de Mazar-i-Sharif (Afghanistan), le 11 septembre 2017[48].
- Hanna Lahoud, physiothérapeute libanais de 37 ans, est tué à Taez (Yémen) le 21 avril 2018. Il était chargé du programme du CICR au Yémen pour les détenus[49]
- Huit travailleurs du Croissant-Rouge palestinien, ainsi que six autres humanitaires et un employé de l'ONU, sont tués par l'armée israélienne le 23 mars 2025 à Rafah, dans la bande de Gaza. Selon le CICR, il s’agit de l’attaque la plus meurtrière visant son personnel ces huit dernières années dans le monde[50].
- Deux membres du CICR sont tués par l'armée israélienne à Khan Younès (bande de Gaza) le 24 mai 2025[51].

### Réduction d’effectifs
En 2023, du fait d’importantes difficultés financières, le CICR annonce le licenciement de 1 800 employés, dont 270 à son siège genevois. Cette importante réduction doit amener à la fermeture d’un certain nombre de missions.

### Personnalités ayant travaillé pour le CICR
- Louis Appia (1818-1898), cofondateur[53]
- Orianne Aymard (1978), auteure, conférencière et himalayiste[54],[55],[56]
- Christine Beerli (1953), personnalité politique, vice-présidente du CICR
- Laurence Boissier (1965-2022), écrivaine[57]
- Friedrich Born (1903-1963), diplomate
- Carl Jacob Burckhardt (1891- 1974), diplomate, historien et écrivain[58]
- Yasmine Char (1963), dramaturge
- Pierre Cormon (1965), journaliste et écrivain[59]
- Patricia Danzi, haute fonctionnaire[60]
- Henry Dunant (1828-1910), fondateur
- Frédéric Ferrière (1848-1924), médecin, vice-président du CICR[61],[62]
- Marguerite Frick-Cramer (1887-1963), historienne[63]
- Alfonso Gomez (1960), personnalité politique[64]
- Max Huber (1874-1960), juriste, président du CICR[65]
- Marcel Junod (1904-1961), médecin[66]
- Jakob Kellenberger, (1944), diplomate, président du CICR[67]
- Daniel Koch (1955), médecin et haut fonctionnaire[68]
- Pierre Krähenbühl (1966), directeur général[69]
- Philippe Lazzarini (1964), commissaire général de l'UNRWA[70]
- Théodore Maunoir (1806-1869), chirurgien, cofondateur du CICR
- Peter Maurer (1956), historien, spécialiste du Droit international humanitaire, président du CICR[71],[72]
- Gustave Moynier (1826-1910), juriste, cofondateur du CICR[73]
- Jean Pictet (1914-2002), Docteur en droit[74].
- Maximilian Reimann (1942), personnalité politique[75]
- Cornelio Sommaruga (1932-2024), diplomate, président du CICR[76]
- Jean-François Sonnay (1954), enseignant, écrivain et dramaturge
- Mirjana Spoljaric Egger (1971), diplomate, présidente du CICR[77]
- Nicolas Walder (1966), personnalité politique[78]
- Andrée Weitzel (1917-1984), journaliste et cadre supérieure du Service complémentaire féminin[79]. la seule femme parmi six homme[80].

## Emblème
Dès sa création en 1863, le CICR est doté d'un emblème : une croix rouge sur fond blanc. Il s'agit des couleurs inversées du drapeau suisse,.

## Principes fondamentaux
Les activités du CICR sont cadrées par les sept principes fondamentaux de la Croix-Rouge et du Croissant-Rouge : humanité, impartialité, neutralité, indépendance, volontariat, unicité et universalité.

### Humanité
La Croix-Rouge se bat contre la souffrance et la mort. Ce principe en est la base et tous les autres en dépendent. Il est apparu grâce à l’envie de porter secours sans discrimination aux blessés des champs de bataille.
L’humanité tend à protéger la vie et la santé de chaque individu et de faire respecter la personne humaine. Cependant, elle ne vise pas seulement la lutte contre la souffrance ou la libération de l’être humain, mais également des buts plus positifs tels que l’affirmation de la personnalité ou la conquête du bonheur. Dans un sens plus large, le sentiment d’humanité pousse chacun à agir pour le bien de ses semblables. De ce fait, la Croix-Rouge favorise la compréhension réciproque, l’amitié, la collaboration et la paix entre les peuples.

### Impartialité
Ce principe a pour but de ne faire aucune distinction de nationalité, de race, de religion, de condition sociale, etc. L’impartialité se consacre seulement à secourir les blessés suivant leur mesure de souffrances et d’agir selon le degré d’urgence. On peut dire que ce principe comporte deux aspects, le premier consiste en l’effort de l’individu, afin d’être capable de ne pas prendre parti, ainsi qu’être objectif en toutes circonstances. Cependant cet aspect est particulièrement difficile à suivre car cette objectivité risque sans cesse d’être troublée par divers facteurs conscients ou inconscients. Le second, consiste à ne pas juger sous aucune raisons. En résumé, l’impartialité est la qualité de la personne à ne pas prendre parti et ne pas avantager une personne au profit d’une autre par intérêt, sympathie ou antipathie personnelle.

### Neutralité
Afin que chaque personne lui accorde sa confiance, la Croix-Rouge doit s’abstenir de prendre part aux désaccords, aux combats et batailles autrement dit aux problèmes d’ordre militaires, mais également aux différends d’ordre politique, racial, religieux ou philosophique. Ce principe demande une grande maîtrise de soi ainsi qu’un long apprentissage. La neutralité est un premier pas vers la sagesse et peut être vers la paix. Dans l’enseignement de la Croix-Rouge, ce principe comporte deux significations. Premièrement, il désigne la neutralité dans le domaine militaire, c’est pourquoi les ambulances et les hôpitaux militaires étaient reconnus neutre. Ils étaient également protégés et respectés par les combattants. Dans le terme de neutralité, il faut comprendre que les blessés lors de combats ne sont plus considérés comme des ennemis et que ceux qui les soignent se trouvent au-dessus des batailles. Deuxièmement, on utilise ce terme pour désigner la discrétion de la Croix-Rouge par rapport aux opinions politiques, philosophiques, morales ou religieuse.

### Indépendance
La Croix-Rouge est indépendante de tous pouvoirs et libre de toute influence. C’est elle qui doit être la dirigeante de ses décisions, de ses gestes et de ses paroles. Elle doit conserver une autonomie qui leur permet d’agir toujours selon les principes de la Croix-Rouge, de se montrer égalitaire envers les humains et de rester universelle.

### Unicité
C’est l’un des plus anciens principes de la Croix-Rouge. Il ne peut exister qu’une seule institution universelle de la Croix-Rouge dans un même pays. Elle doit être accessible à tous et répartir son action humanitaire sur tous les territoires.

### Universalité
La Croix-Rouge est une institution universelle dans laquelle toutes les sociétés ont les mêmes droits et le devoir de s’entraider. « L’œuvre de la Croix-Rouge doit s’étendre à tous les hommes, dans tous les pays ».

### Volontariat
La Croix-Rouge est une institution de secours volontaire et désintéressée.

### Humanitaire et cinéma
Au début du XXe siècle, alors que le cinéma est encore balbutiant, populaire et bon marché, portant à l'écran des drames de fiction qui mettent en garde contre les méfaits de l'alcoolisme, du vice ou insistent sur l'importance de la foi, la Croix-Rouge américaine collabore entre 1910 et 1914 avec Thomas Edison, qui réalise pour elle cinq films sur la tuberculose, adoptant pour les produire les codes du mélodrame ; ils sont ensuite distribués dans les salles de spectacle des fêtes foraines. Si d'autres films sont réalisés à destination de l'éducation populaire, l'arrivée des grandes salles de cinéma, la popularité des genres policiers et comiques et l'avènement du cinéma comme « septième art », conduisent l'industrie cinématographique, dont les réseaux s'internationalisent, à délaisser ce genre de production. Durant la Première Guerre mondiale, les actualités cinématographiques se généralisent et favorisent le tournage d'images sur le terrain.
Si durant le conflit, la Croix-Rouge avait reçu d'importants soutiens financiers, ceux-ci se tarissent après-guerre, et l'organisation doit intensifier sa communication pour survivre. En 1917, sa section américaine ouvre ainsi le Bureau of Picture, afin de produire des films documentaires qui rendent compte de son activité humanitaire. Le but est d'emporter l'adhésion du public. Muets et présentés lors de réunions publiques, ces films sont commentés par un conférencier, qui, après ses explications, invite les participants à faire des dons. En 1918 se développent aussi aux États-Unis, en France, en Pologne et en Tchécoslovaquie des services itinérants embarqués dans un camion avec un cinématographe portatif, dont la mission est de convaincre les populations de la nécessité de l'hygiène pour lutter contre les maladies. La rupture est consommée avec les cinémas traditionnels, où ces films humanitaires ne sont plus présentés. D'autres endroits sont cependant trouvés, comme le note un responsable de la Croix-Rouge américaine en 1920 : « Il existe aux États-Unis, en dehors des théâtres, 14 000 locaux, tels que les églises, écoles, cercles, etc. pouvant servir à des spectacles de ce genre ».
Durant les années 1920, la Croix-Rouge s'accorde pour mettre en place un service cinématographique, jugé plus efficace pour capter l'attention des masses populaires. En 1919 à Genève est ainsi créé le service cinématographique de la Ligue des sociétés de la Croix-Rouge. Deux ans plus tard, elle possède une soixantaine de films, surtout produits aux États-Unis. Ils sont mis à disposition des sections nationales de l'organisation, qui finissent toutes par employer ce nouveau média. La cinémathèque de la Croix-Rouge compte bientôt plus de 200 films sur de multiples sujets (protection de l'enfance, maladies, hygiènes, secours lors de catastrophes naturelles, implication des infirmières).
En avril 1921 a lieu la Xe conférence internationale de la Croix-Rouge, la première organisée depuis la fin de la guerre. Elle se tient Genève, où une salle de projection est aménagée. Dans l'urgence, le CICR a fait réaliser quatre films tournés dans les pays vaincus (Allemagne, Autriche-Hongrie, Empire ottoman), portant sur le rapatriement des prisonniers de guerre, la lutte contre les épidémies et le secours aux enfants et aux réfugiés, et qu'il diffuse lors de la conférence. Fait significatif du développement de ce média, les sections britanniques, américaines, italiennes et suédoise présentent aussi des productions. En janvier 1922, la projection de deux films à Londres, ramenés de Russie soviétique par Fridtjof Nansen, ont un retentissement international : montrant les conditions de vie déplorables dans la région de la Volga, ils sont traduits et diffusés en Occident et même au Japon, provoquant un élan de solidarité mondial qui permet l'envoi de nourriture aux 10 millions de malheureux souffrant de famine. Dès lors, le cinéma devient incontournable dans la communication de la Croix-Rouge.

## Activités
Pour accomplir sa mission, le CICR a articulé ses activités autour de quatre pôles ou programmes :
- la protection des personnes affectées par un conflit, qu'il s'agisse de prisonniers de guerre, de détenus de sécurité, ou de civils subissant les effets des combats. Les délégués visitent les lieux de détention, s'entretiennent sans témoins avec certains prisonniers de leur choix, puis soumettent leurs constatations et recommandations aux autorités responsables pour que ces dernières assurent des conditions matérielles et psychologiques conformes au droit en vigueur. Pour la population civile, les délégués s'enquièrent de leur situation et d'éventuelles violations commises à leur encontre par les parties au conflit (armée ou rebelles). Le dialogue entre le CICR et les responsables présumés des violations est en principe confidentiel, sauf blocage durable ou violation particulièrement grave, auquel cas le CICR peut choisir de s'exprimer publiquement comme ce fut le cas par exemple avec la Birmanie, dénoncé le 29 juin 2007[85]. Un pan important du travail de protection du CICR vise à rétablir les liens familiaux, dans le cas où une famille a été séparée par les combats : ce rétablissement peut se faire par l'échange de messages Croix-Rouge (formulaire permettant l'échange de nouvelles familiales et acheminé par les délégués du CICR ou les volontaires des Sociétés nationales de la Croix-Rouge ou du Croissant-Rouge), ou la recherche d'une personne portée disparue, que cela soit à l'occasion d'une arrestation, d'un acte de guerre ou d'un déplacement précipité, au cours duquel les enfants perdent le contact avec leurs parents.
- l'assistance des personnes affectées par un conflit. Là aussi, cela peut concerner la population civile, les détenus, les blessés, les malades, etc. Outre les distributions de nourriture ou de matériel de première nécessité bien connues, le CICR a développé des techniques d'appareillage orthopédique particulièrement adaptées aux conditions précaires prévalant dans les pays en guerre, et forme également des chirurgiens aux pratiques spécifiques de la chirurgie de guerre.
- la prévention des crimes de guerre et autres violations du droit international humanitaire (appelé également « droit de la guerre »). Le CICR travaille à cet objectif par la promotion et le renforcement du droit et des principes humanitaires universels, à travers le DIH. C'est ainsi qu'il est à l'origine en 1864 de la première Convention de Genève, puis des quatre Conventions de Genève en 1949, de leurs deux Protocoles additionnels en 1977 (Protocole I, Protocole II), et de leur troisième Protocole additionnel de 2005, qui sont actuellement en vigueur. Le CICR soutient les États qui souhaitent ratifier les traités de DIH ou qui, après la ratification, doivent mettre leur législation nationale en conformité avec le DIH. Il s'agit en premier lieu des Conventions de Genève et de leurs trois Protocoles additionnels, mais également d'autres traités qui protègent les personnes affectées par les conflits, comme le Traité d'Ottawa visant à l'interdiction des mines anti-personnel. Le CICR a également activement promu l'interdiction préventive des armes laser aveuglantes[86] ou l'interdiction, en mai 2008, des armes à dispersion (ou sous-munitions), qu'il s'agisse de leur emploi, de leur production, de leur stockage ou de leur transfert[87].
- la coopération avec les autres composantes du Mouvement international de la Croix-Rouge et du Croissant-Rouge[88]. Il s'agit de la Fédération internationale des Sociétés de la Croix-Rouge et du Croissant-Rouge, ainsi que des Sociétés nationales, actuellement au nombre de 192 (fév. 2021). Dans le cadre de ses prérogatives, le CICR a en effet la responsabilité de reconnaître les Sociétés nationales (ex. Croix-Rouge française, Croissant-Rouge afghan ou, plus récemment, le Magen David Adom israélien et le Croissant-Rouge palestinien, etc.) lorsque celles-ci répondent à une dizaine de critères de base visant à assurer que la Société nouvellement reconnue sera en mesure d'agir dans le respect du DIH, mais aussi des principes fondamentaux et des Statuts du Mouvement. Avant et après leur reconnaissance, le CICR les soutient également dans leur propre pays, afin qu'elles se développent et puissent remplir leur rôle d'auxiliaires des pouvoirs publics et fournir les services humanitaires en fonction des besoins constatés.

Le CICR dispose d'un statut d'observateur à l'ONU. Il collabore également avec d'autres instances internationales comme l'Union européenne, l'OSCE, l'Union africaine, l'ASEAN, ainsi que les organisations non gouvernementales avec lesquelles il coordonne au mieux ses activités d'assistance sur le terrain pour l'intérêt des bénéficiaires.

## Distinctions
- 1917, 1944, 1963 : prix Nobel de la paix ( Norvège)[89]
- 2023 : Plaque commémorative de l’Arbre de la paix (the Tree of Peace Memorial Plaque), la plus haute distinction par l’ONG Servare et Manere ( Slovaquie)[90].

## Controverses
- Jean Pierre Hocké (Lausanne 31 mars 1938- 26 juillet 2021) est un Licencié en Sciences économiques et commerciales. Il est Directeur des Opérations du CICR de 1973 à 1985 puis directeur du Haut Commissariat aux Réfugiés (HCR) de l'ONU de 1985 à 1989[91]. Son mandat au HCR aurait dû se poursuivre jusqu'en 1991. Des accusations de malversations financières l'ont poussé à la démission. Une enquête interne postérieure l'a entièrement blanchi. Il n'a cependant pas été ré-intégré dans l'organisation[91].
- La nomination du président du CICR, Peter Maurer, au conseil de fondation du Forum économique mondial en 2014, déclenche une controverse au sein du CICR étant donné les conflits potentiels d'une telle nomination au regard des principes fondamentaux, notamment la neutralité et l'indépendance[92],[93].
- Pierre Krähenbühl, né le 8 janvier 1966, est porteur d’une maîtrise en sciences politiques et relations internationales de l’Université de Genève (1991). Entre 2000 et 2002, il a été le Conseiller personnel du Président du CICR, Jakob Kellenberger puis Directeur des opérations du CICR de 2002 à 2013[94]. Il est nommé à la tête de l'UNRWA en 2014[95]. Fin 2019, il est soupçonné, entre autres, d’abus de pouvoir, de népotisme et de relation sentimentale avec une proche collègue par un rapport de 10 pages du chef du bureau d'éthique de l'UNRWA[96],[97] Le Secrétaire Général de l'ONU, Antonio Guterres le presse de se mettre en congé dans l'attente de la fin de l'enquête interne. Krähenbühl choisit de démissionner le 6 novembre 2019[98]. Durant l'été 2020 le rapport final de l'enquête interne aux Nations-Unies est remis au gouvernement suisse. Ce rapport libère Krähenbühl de toutes les accusations majeures. La gestion et les relations du directeur ne sont pas remises en cause dans ce rapport de 129 pages. Ni le gouvernement suisse, ni l'ONU n'ont rendu public les conclusions de ce rapport. La Télévision Suisse en révèle le contenu lors d'une émission du 17 décembre 2020[99]. En 2021 le président du CICR engage Pierre Krähenbühl comme envoyé spécial en Chine[100].

### Syrie
Le CICR intervient en Syrie notamment par l'intermédiaire du Croissant-Rouge arabe syrien, qui, affilié au régime de Bachar el-Assad, est accusé de partialité et de détournement d'aide humanitaire au profit du régime syrien et aux dépens des populations vivant dans des zones sous contrôle rebelle,,,,.